# Sainte-Chapelle
De Sainte-Chapelle ("Heilige Kapel") is een kapel in het centrum van de Franse hoofdstad Parijs, gelegen op het Île de la Cité in het 1e arrondissement. Het bouwwerk wordt beschouwd als hét voorbeeld van rayonante gotiek en is vooral bekend vanwege de gebrandschilderde ramen die het interieur in een zee van kleurrijk licht doen baden.
De dubbelkapel werd van 1242 tot 1248 gebouwd in opdracht van koning Lodewijk IX van Frankrijk als hofkapel van het Palais de la Cité en als passende behuizing voor de enkele jaren eerder verworven relikwieën van de passie van Jezus. De Sainte-Chapelle is met de Conciergerie het voornaamste restant van het grotendeels verdwenen paleis van de Capetingische koningen. Tegenwoordig wordt de kapel geheel omringd door het gebouwencomplex van het Palais de Justice.

## Geschiedenis

### Verwerving van de passierelikwieën
In de jaren 1238-1242 verwierf de Franse koning Lodewijk IX een reeks relikwieën die eeuwenlang tot de kostbaarste bezittingen van het Byzantijnse Rijk hadden behoord. Ze waren afkomstig uit de Pharoskapel van het Boukoleon-paleis in Constantinopel, een gebedshuis dat door kroniekschrijvers van de Vierde Kruistocht werd aangeduid als "Heilige Kapel". Hoe ze daar waren terechtgekomen is niet bekend; wel bestaan er allerlei legendes (zoals de Heilig Kruisvinding door Helena van Constantinopel). Vermoedelijk bevond het voornaamste reliek, de vermeende doornenkroon van Jezus, zich tot de tiende of elfde eeuw in Jeruzalem, in elk geval tot 870, de laatste vermelding van de doornenkroon "in de basiliek van de berg Zion".

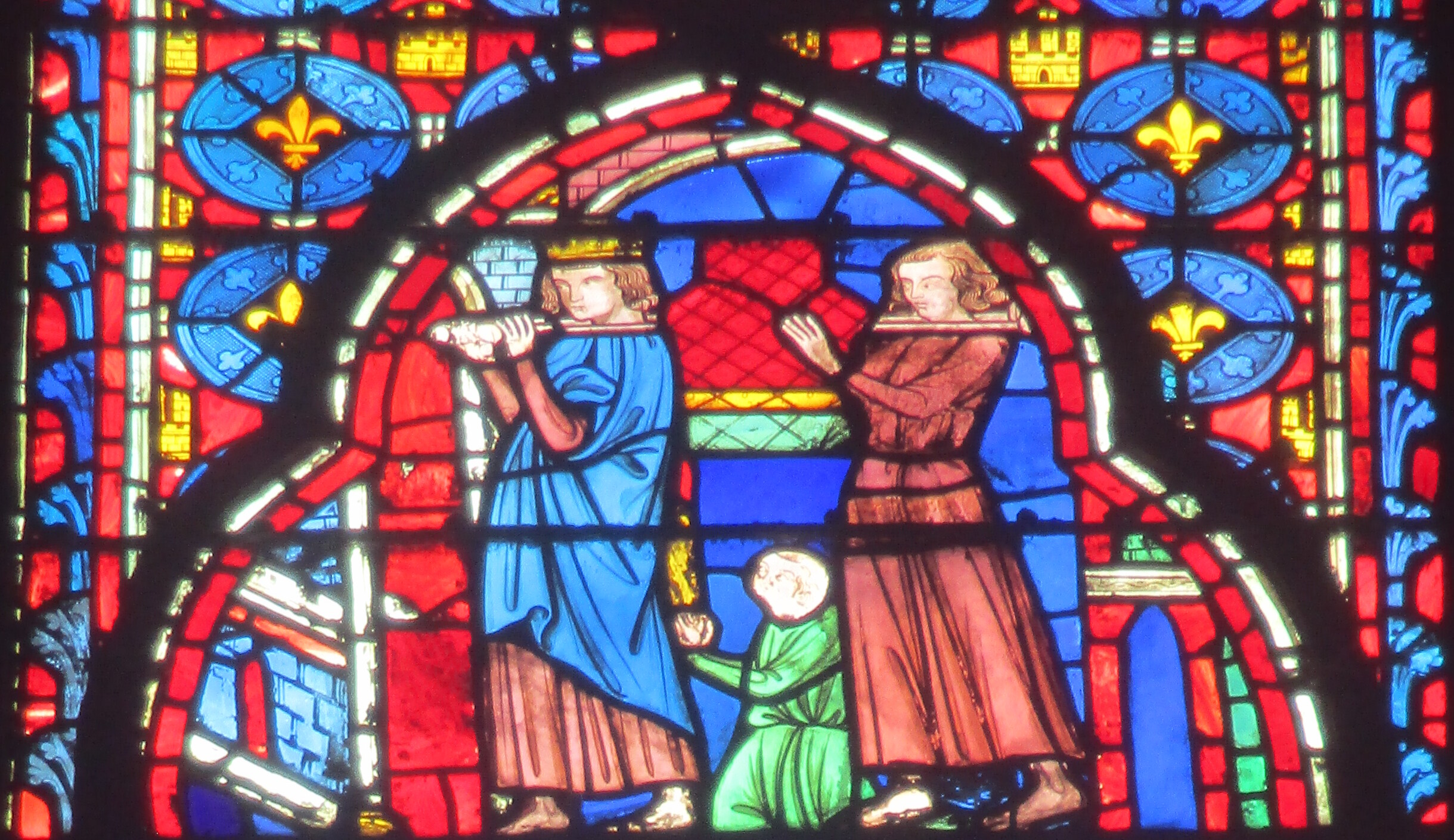
Lodewijk IX helpt met het dragen van de relieken (13e-eeuws glas-in-loodvenster in de Sainte-Chapelle)

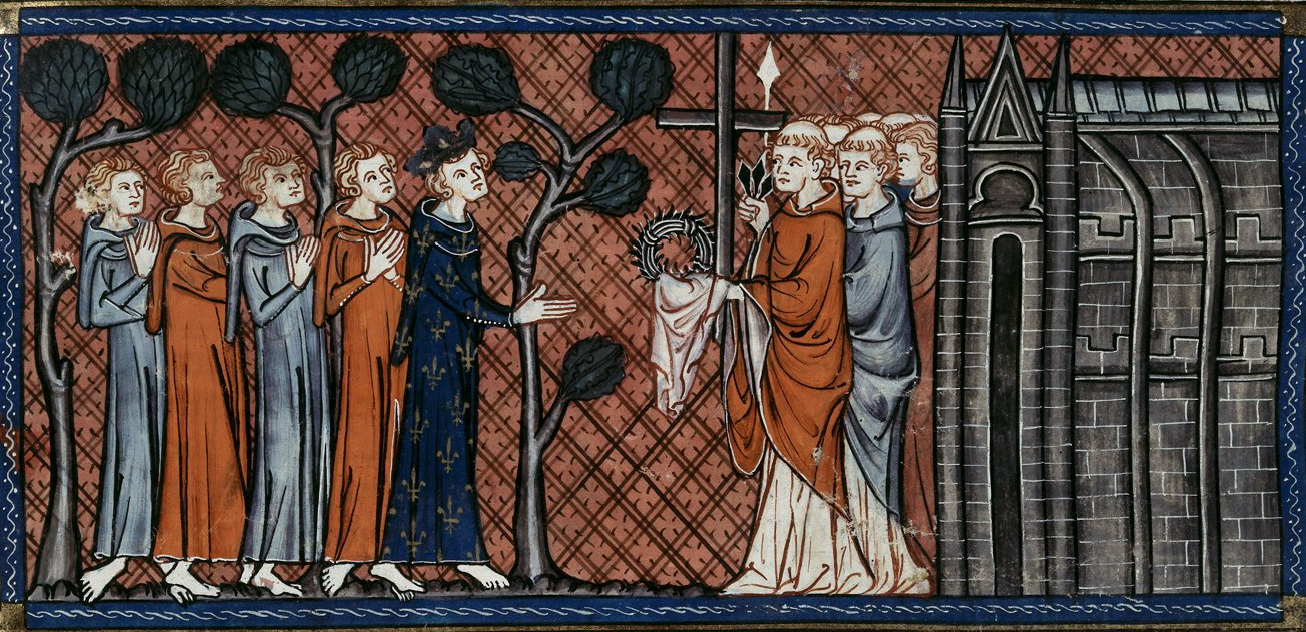
De koning neemt de doornenkroon, het kruis, drie nagels en de lans in ontvangst; rechts de kapel (14e-eeuwse miniatuur)

Om de verdediging van zijn Latijnse Keizerrijk te financieren, leende keizer Boudewijn II van Constantinopel in 1238 een som van 135.000 livres tournois van zijn verre achterneef Lodewijk IX van Frankrijk. De lening verliep via een Venetiaanse bankier. Als onderpand gaf Boudewijn enkele van de meest prestigieuze relieken in de christelijke wereld, waaronder de doornenkroon. De lening werd niet afgelost en aldus werd Lodewijk IX eigenaar van het onderpand. De koning betaalde er in feite veel meer voor dan de 40.000 livres die de bouw van de Sainte-Chapelle hem zou kosten. In augustus 1239 arriveerde een dertigtal relieken in Parijs uit Venetië, meegenomen door twee dominicaanse monniken. Tijdens de laatste etappe van de reis werden de relieken door Lodewijk IX zelf gedragen, op blote voeten en gekleed als boeteling. De koning organiseerde een week lang feestelijkheden ter ere van de relikwieën.
Ook aan andere relieken spendeerde Lodewijk grote sommen geld. Daaronder bevonden zich een fragment van het Ware Kruis van Christus, de Heilige Lans, enkele druppels van het Heilig Bloed, en het Kleed van Edessa. Het zilveren grand chasse ("groot schrijn") waarin de relieken werden geplaatst, kostte ook nog eens 100.000 livres tournois. Het bezit van enkele van de belangrijkste relieken van de passie verhoogde Lodewijks prestige in de christelijke wereld. Paus Innocentius IV verklaarde dat Christus Lodewijk symbolisch met zijn eigen kroon had gekroond. De keizerlijke herkomst van de relieken voegde daar nog een extra dimensie aan toe. Met het bezit van deze relieken kon Lodewijk zijn dynastie positioneren als een rivaal van de Rooms-Duitse koningen en keizers van het Heilige Roomse Rijk, die immers in de Akense paltskapel beschikten over enkele toprelieken, waaronder diverse passierelieken.

### Bouw van de kapel
| |  |  |
| Twee oorkonden van Lodewijk IX uit 1246 & 1248, beide samenhangend met de stichting van de kapel (Nationaal Archief van Frankrijk) |  |  |

Voor Lodewijk IX moet het duidelijk zijn geweest dat de huisvesting van de verworven relieken passend diende te zijn en zou moeten kunnen concurreren met de Akense paltskapel. Ter vervanging van de bestaande paleiskapel, gewijd aan Sint-Nicolaas, liet hij de prachtvolle Sainte-Chapelle bouwen. De bouw ging van start tussen 1242 en 1244. De kapel werd ingewijd op 26 april 1248, waarbij de relieken met veel ceremonie naar hun nieuwe tehuis werden gebracht. Kort daarna stelde de koning zich aan het hoofd van de door hem georganiseerde Zevende Kruistocht (1248-1254), waarbij hij werd gevangengenomen en moest worden vrijgekocht.
De architect van de kapel is niet gedocumenteerd. In de negentiende eeuw werd aangenomen dat het een werk was van de meestermetselaar Pierre de Montreuil, die de verbouwing van de koninklijke Abdij van Saint-Denis leidde en de zuidelijke transeptgevel van de Notre-Dame van Parijs voltooide. Tegenwoordig denkt men eerder aan Jean de Chelles, Thomas de Cormont of een niet-geïdentificeerde meestermetselaar uit Amiens. Als architectonische voorlopers van de Sainte-Chapelle worden genoemd de apsiskapellen van de kathedraal van Amiens en de bisschopskapel van de kathedraal van Noyon (uit ca. 1180), die laatste ook een dubbelkapel. Een belangrijke invloed op het ontwerp is mogelijk het eigentijdse edelsmeedwerk, met name de kostbare reliekschrijnen zoals die in de twaalfde en dertiende eeuw in het Maasland ontstonden (zie: Beschrijving).

### Wijzigingen 13e-18e eeuw

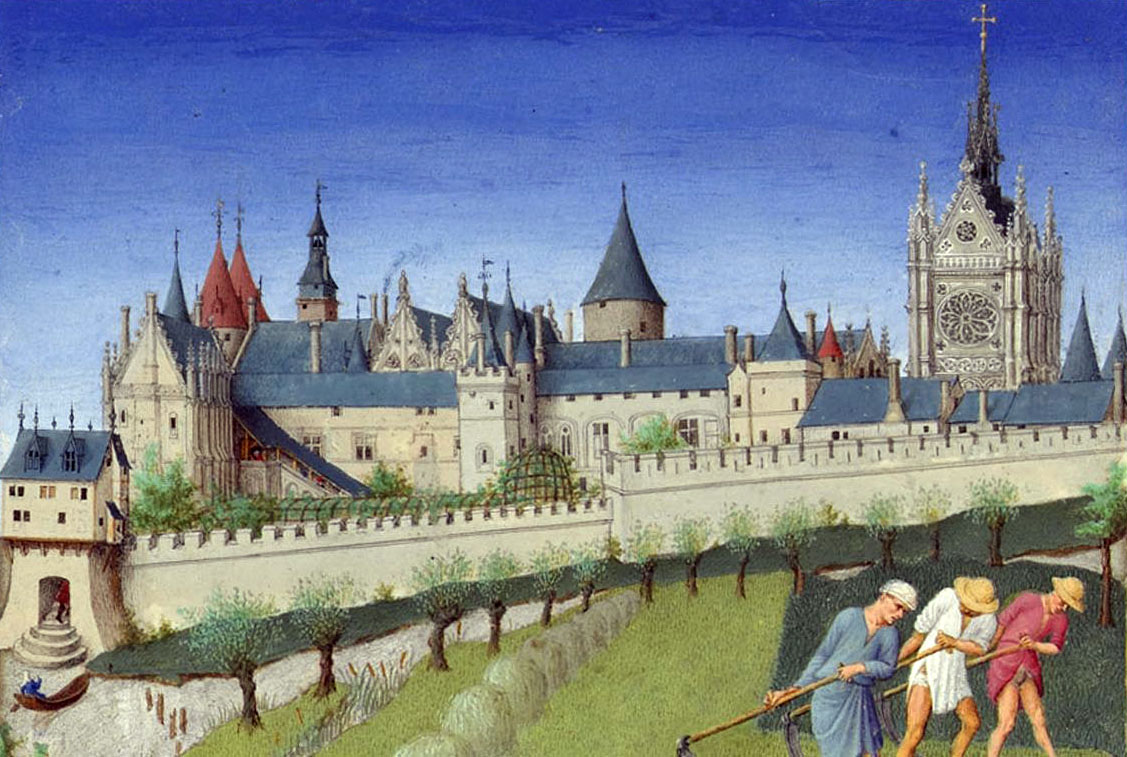
Het Palais de la Cité op een 15e-eeuwse miniatuur in Les Très Riches Heures du duc de Berry; rechts de Sainte-Chapelle

De kapel onderging in de daaropvolgende eeuwen aanzienlijke wijzigingen. Kort na de voltooiing werd aan de noordkant een nieuw bouwdeel van twee verdiepingen toegevoegd, de zogenaamde Schatkamer van Chartres. Een ander gebouw, dat diende als sacristie, vestiarium (garderobe voor liturgische gewaden), alsmede verblijfplaats voor de custos (schatbewaarder), werd eveneens aan de noordkant geplaatst. Het uiterlijk van de oorspronkelijke dakruiter is onbekend, maar de tweede, gebouwd in 1383 onder Karel V, is afgebeeld op een miniatuur in Les Très Riches Heures du duc de Berry. Omstreeks 1460 werd deze vervangen door een derde, maar deze brandde in 1630 af. Hij werd vervangen door een vierde, die in 1793 werd verwoest. In de vijftiende eeuw bouwde koning Lodewijk X een monumentale overdekte trap naar de bovenkapel aan de zuidelijke binnenplaats. Deze werd in 1630 door brand beschadigd, herbouwd, maar uiteindelijk gesloopt. Paleisbranden in 1630 en 1776 veroorzaakten ook aanzienlijke schade aan de kapel, onder andere aan het meubilair, en een overstroming in de winter van 1689-1690 veroorzaakte grote schade aan de muurschilderingen in de benedenkapel. Het oorspronkelijke glas-in-lood op de begane grond werd verwijderd en de vloer werd verhoogd.

### Muziek in de Sainte-Chapelle
De instelling van een zangkoor in de Sainte-Chapelle dateert uit de bouwtijd van de kapel. Aan de Sainte-Chapelle royale waren behalve de zangers en instrumentalisten, ook een penningmeester, diverse kanunniken en een school verbonden. De muzikale leiding tijdens de missen was in handen van de maître de musique, die meestal na enige jaren, na bewezen diensten, een kanunnikaat aangeboden kreeg. Tot de belangrijkste componisten die maître de musique of sous-maître van de Sainte-Chapelle waren, behoren Claudin de Sermisy (vanaf 1508 zanger; vanaf 1533 kanunnik), Pierre Certon (1536-1572), Nicolas Formé (vanaf 1590 betaald zanger; vanaf 1626 kanunnik), Artus Aux-Cousteaux (1634-1651), Thomas Gobert (vanaf 1646; vanaf 1651 kanunnik), Jean Veillot (vanaf 1651 kanunnik), Marc-Antoine Charpentier (1698-1704) en Nicolas Bernier (1704-1726). Deze waren niet alleen verantwoordelijk voor de muziek tijdens de missen, maar ook voor de opleiding van de enfants de la chapelle, het knapenkoor.

### Franse Revolutie
De Sainte-Chapelle, als symbool van religie en koningschap, was een uitgelezen doelwit voor vandalisme tijdens de Franse Revolutie. Het beeldhouwwerk, met name de koninklijke symbolen, werd vernield. Een deel van het gebrandschilderde glas werd vernield of verkocht. De relikwieën raakten voor een deel verspreid. Verschillende reliekhouders, waaronder de grande châsse, werden omgesmolten vanwege hun kostbare metaal. Ook de dakruiter werd in deze periode afgebroken. De kapel werd door het revolutionaire bewind in beslag genomen en ingericht als graanopslagplaats. Later, tussen 1803 en 1837, was de bovenkapel in gebruik als opslagplaats voor de archieven van het naastgelegen Paleis van Justitie, waarbij de onderste twee meter glas in lood werd verwijderd. Een deel van het glas werd gebruikt om het gebroken glas in andere ramen te vervangen.

### Restauraties 19e-21e eeuw
Vanaf 1835 gingen stemmen op om de kapel in middeleeuwse staat te herstellen. In 1840, onder koning Louis-Philippe, begon een 28 jaar durende restauratiecampagne, eerst uitgevoerd door Félix Duban, daarna door Jean-Baptiste Lassus en Émile Boeswillwald, met de jonge Eugène Viollet-le-Duc als assistent. Men restaureerde zoveel mogelijk aan de hand van bewaard gebleven tekeningen en beschrijvingen van de kapel. De dakruiter, de vijfde inmiddels, werd in 1853 door Lassus op de kapel geplaatst. Ook na de restauratie kreeg de kapel zijn religieuze functie niet terug.
De restauratie van het glas in lood vormde tussen 1846 en 1855 een onderdeel van de algehele restauratie, met als doel het interieur van de de kapel zoveel mogelijk terug te brengen in zijn oorspronkelijke staat. Het werd uitgevoerd door de glaskunstenaars Antoine Lusson en Maréchal de Metz en de ontwerper Louis Steinheil. Ongeveer een derde van het glas in lood, met name de delen die in latere eeuwen waren toegevoegd, werd verwijderd en vervangen door middeleeuws glas afkomstig van elders, of door nieuw glas in middeleeuwse stijl. Achttien van de originele glaspanelen zijn vandaag de dag te vinden in het Musée de Cluny in Parijs.
In 2008 begon een nieuwe restauratiecampagne, die zeven jaar duurde en ongeveer € 10 miljoen kostte en waarbij al het glas in lood opnieuw werd schoongemaakt en geconserveerd. Daarnaast werden de gevels schoongemaakt en een deel van het beeldhouwwerk gerestaureerd. De restauratie van het grote roosvenster in de westgevel werd in 2015 als laatste voltooid, op tijd voor de achthonderdste verjaardag van de geboorte van Lodewijk de Heilige.

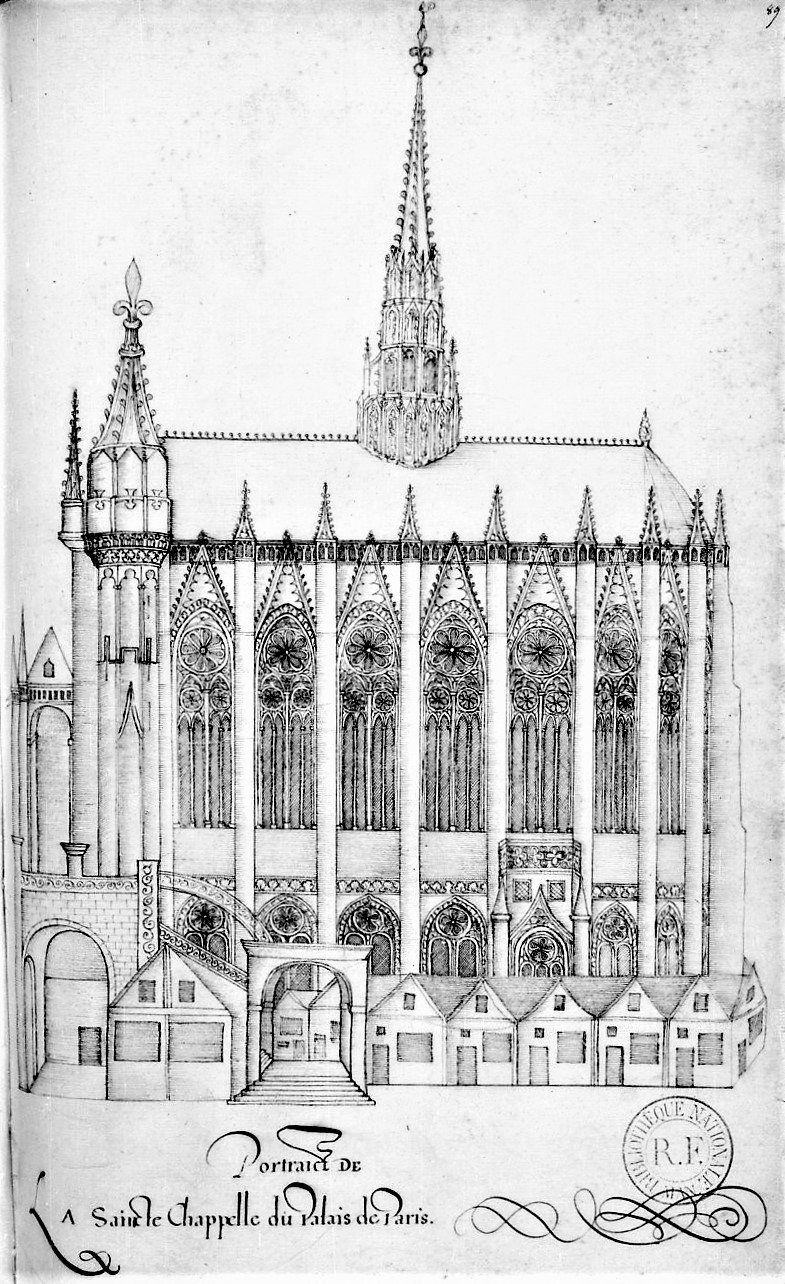
De kapel in 1583-85
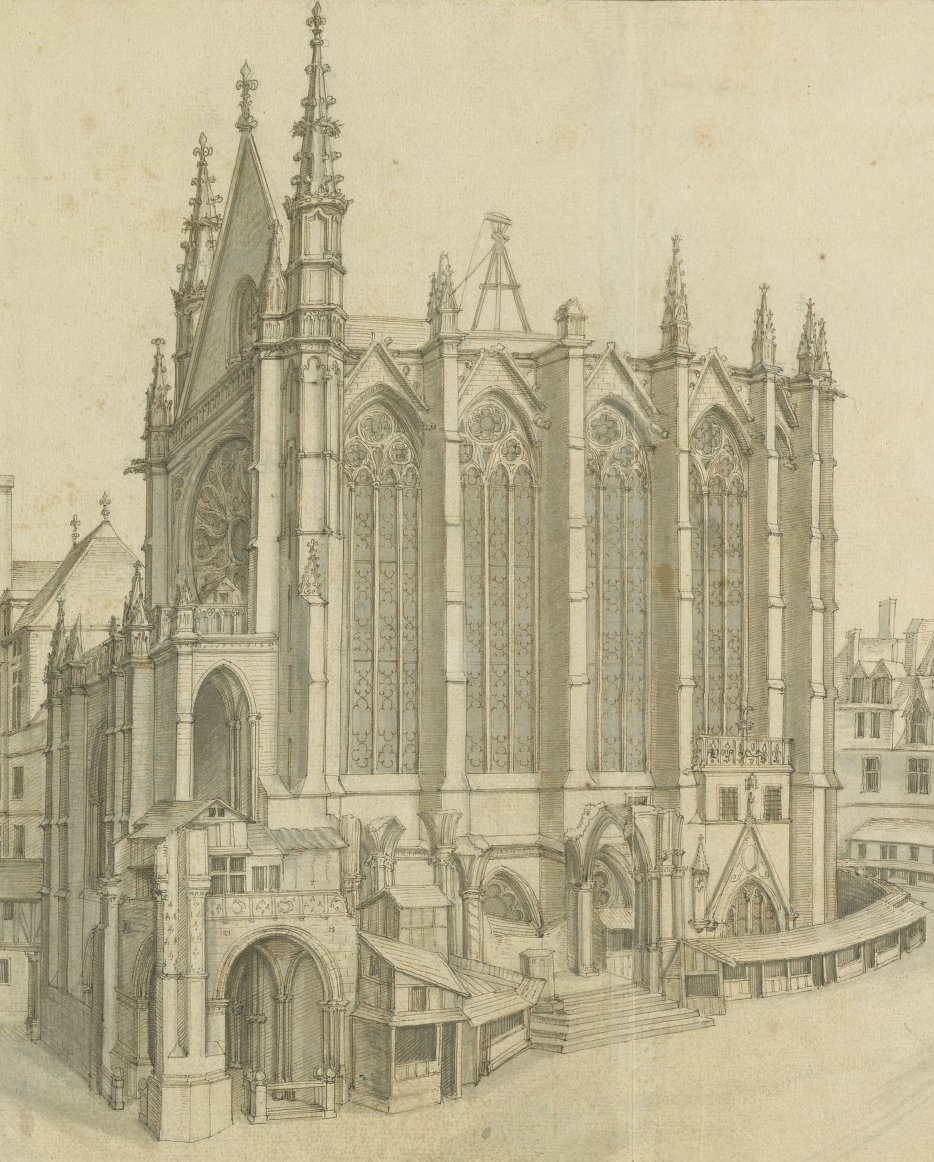
Vernielde dakruiter na de brand van 1630
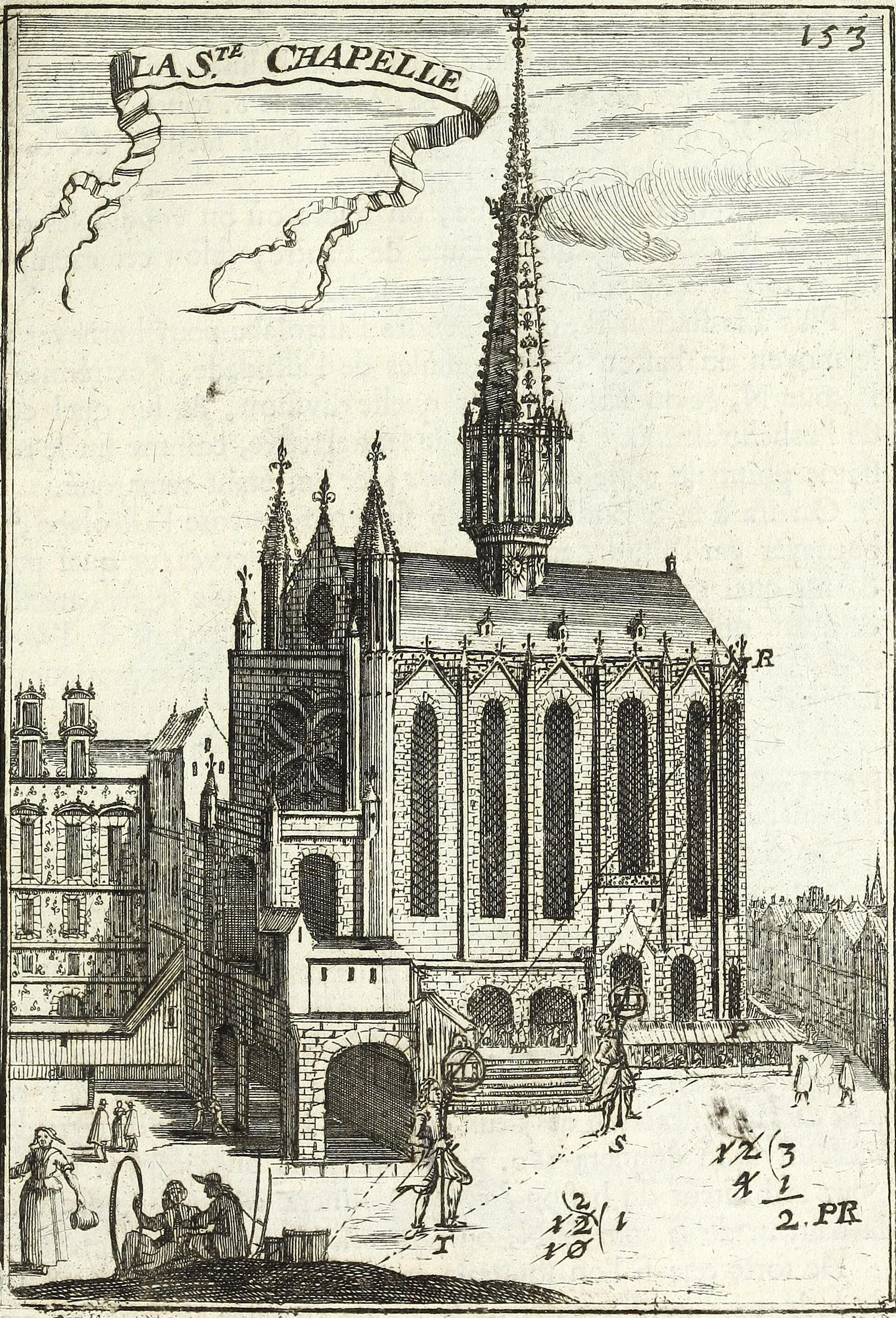
De kapel in 1702
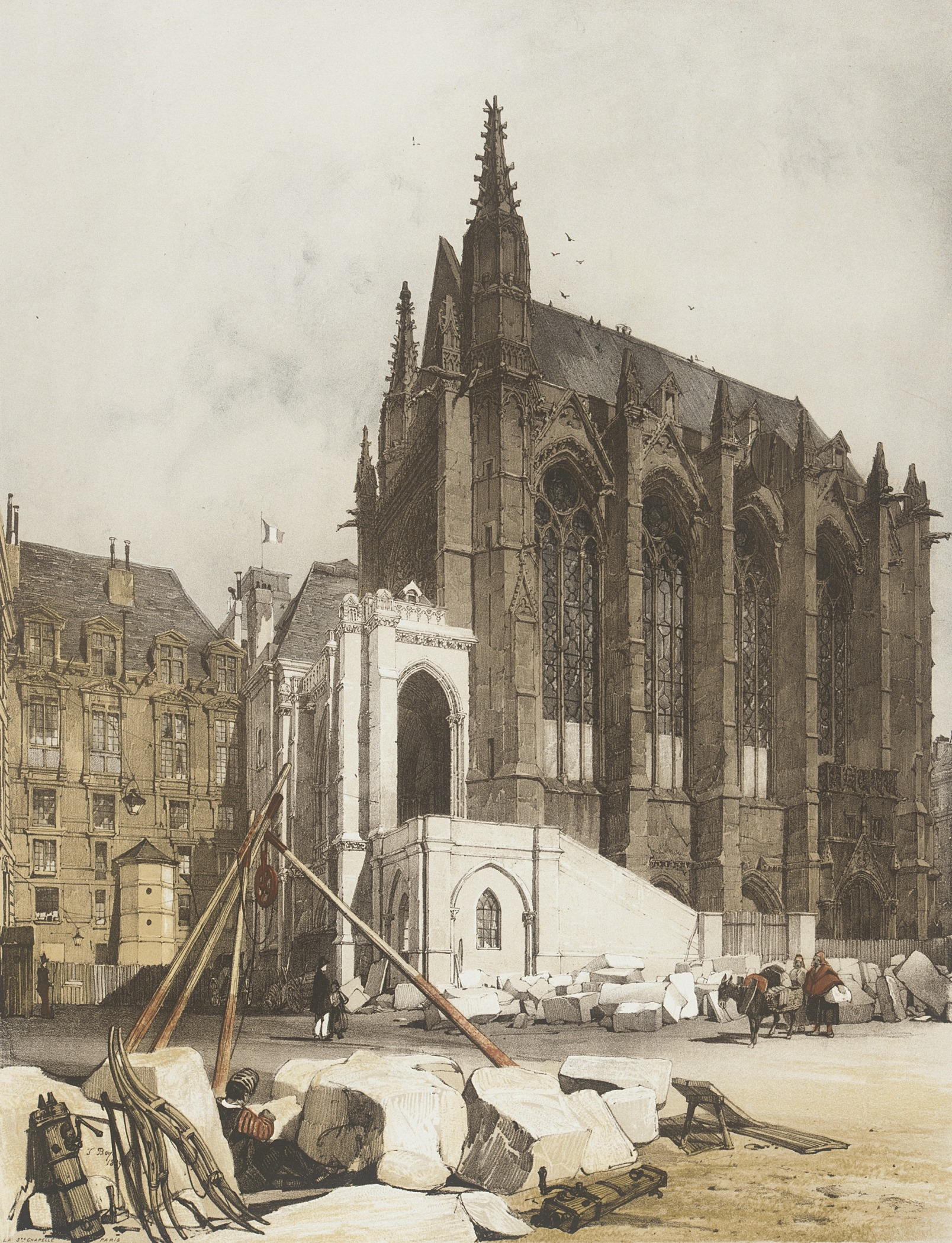
De Sainte-Chapelle in 1839, vóór de restauratie
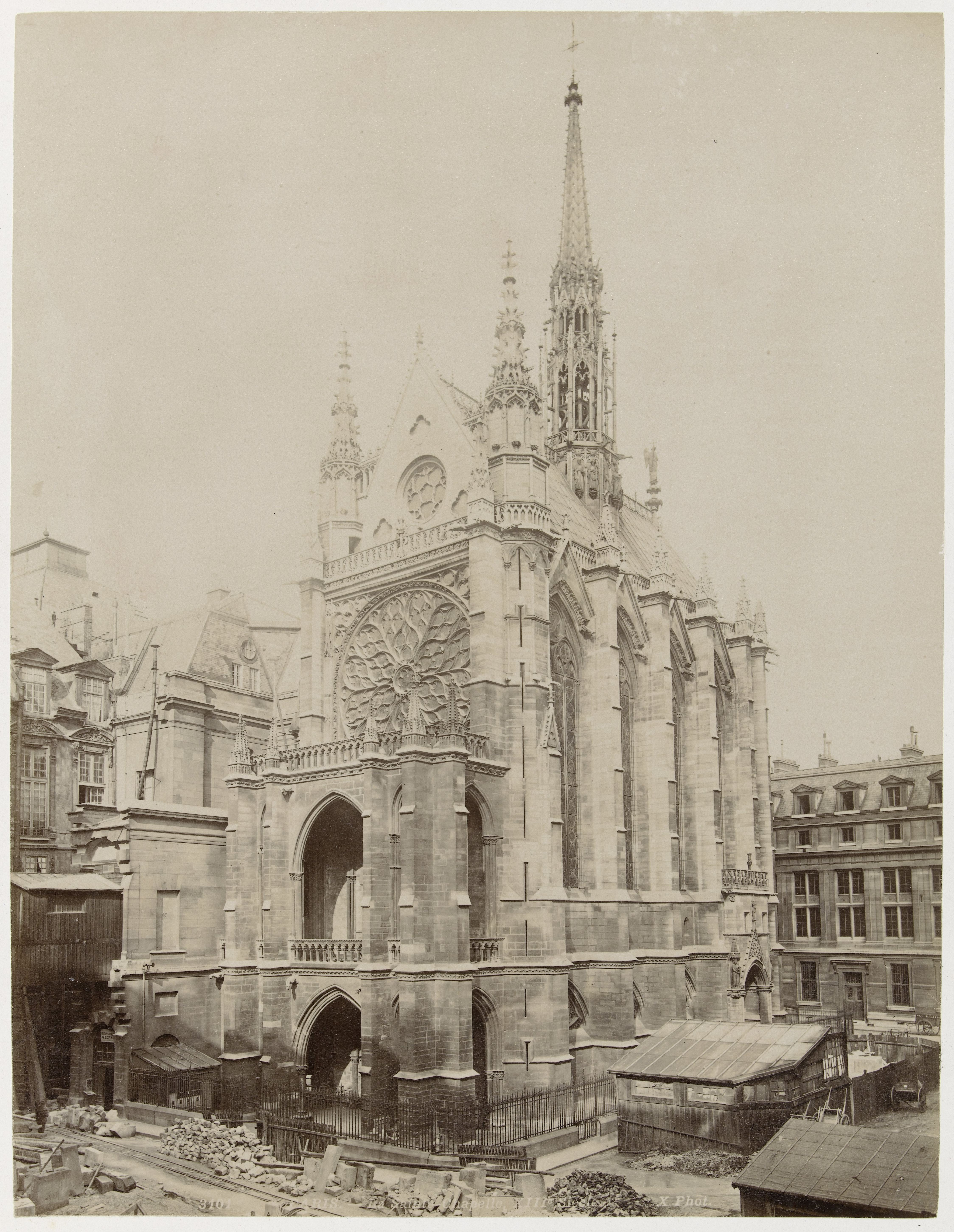
De kapel in restauratie, 1841–67
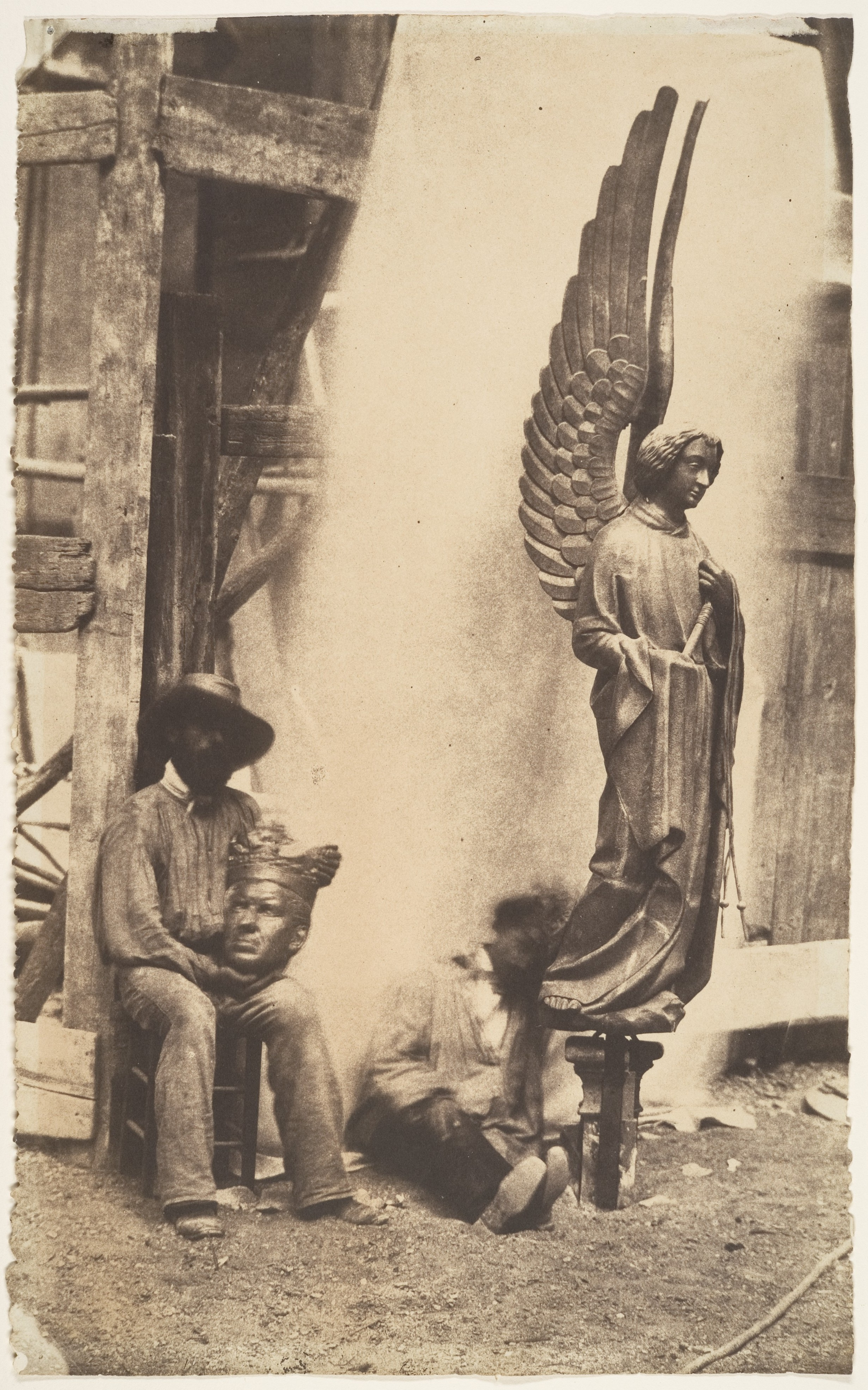
Geoffroy-Dechaume aan het werk, 1847
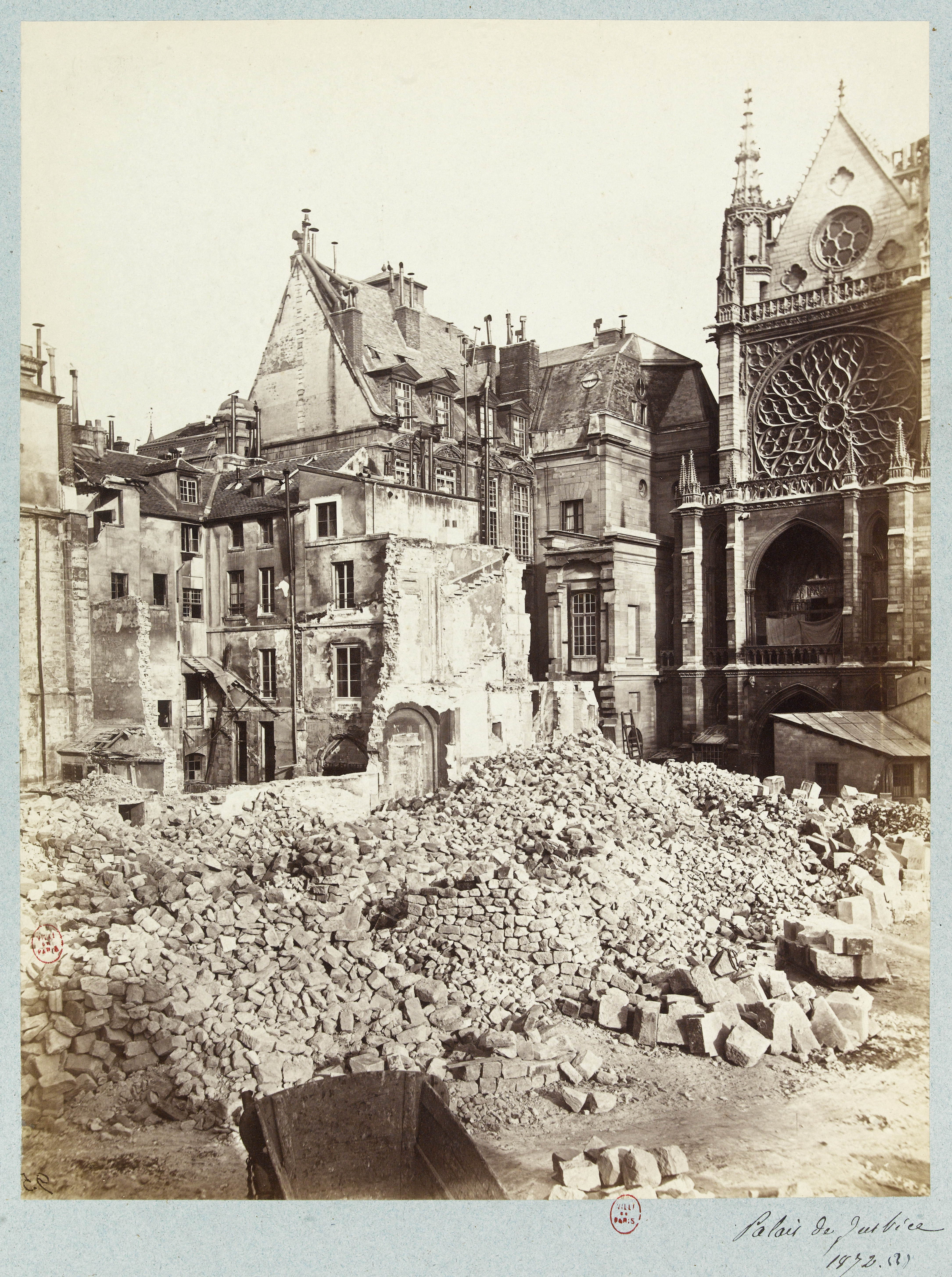
Verwoestingen na de Commune van 1871
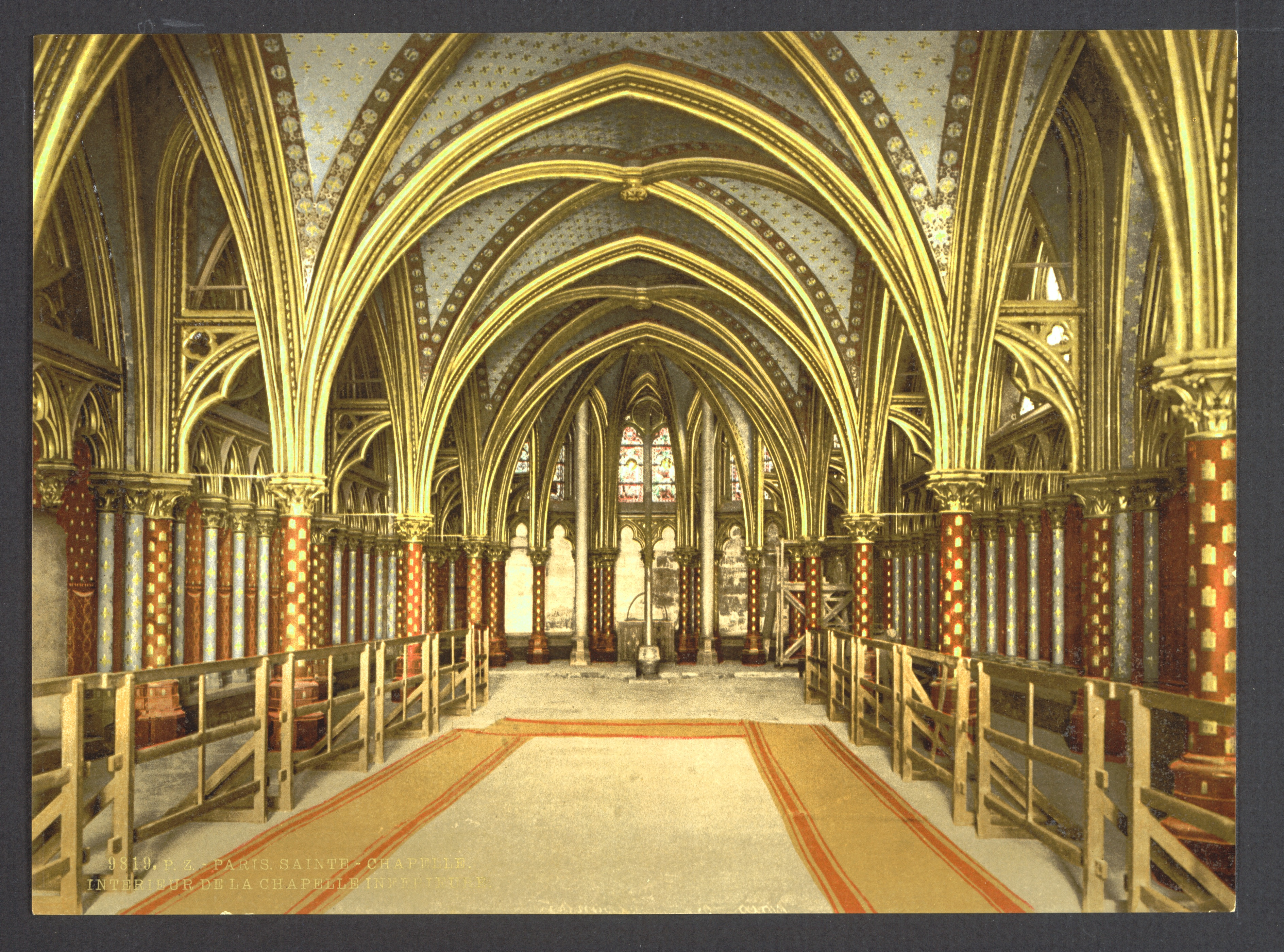
De benedenkapel in 1900–05
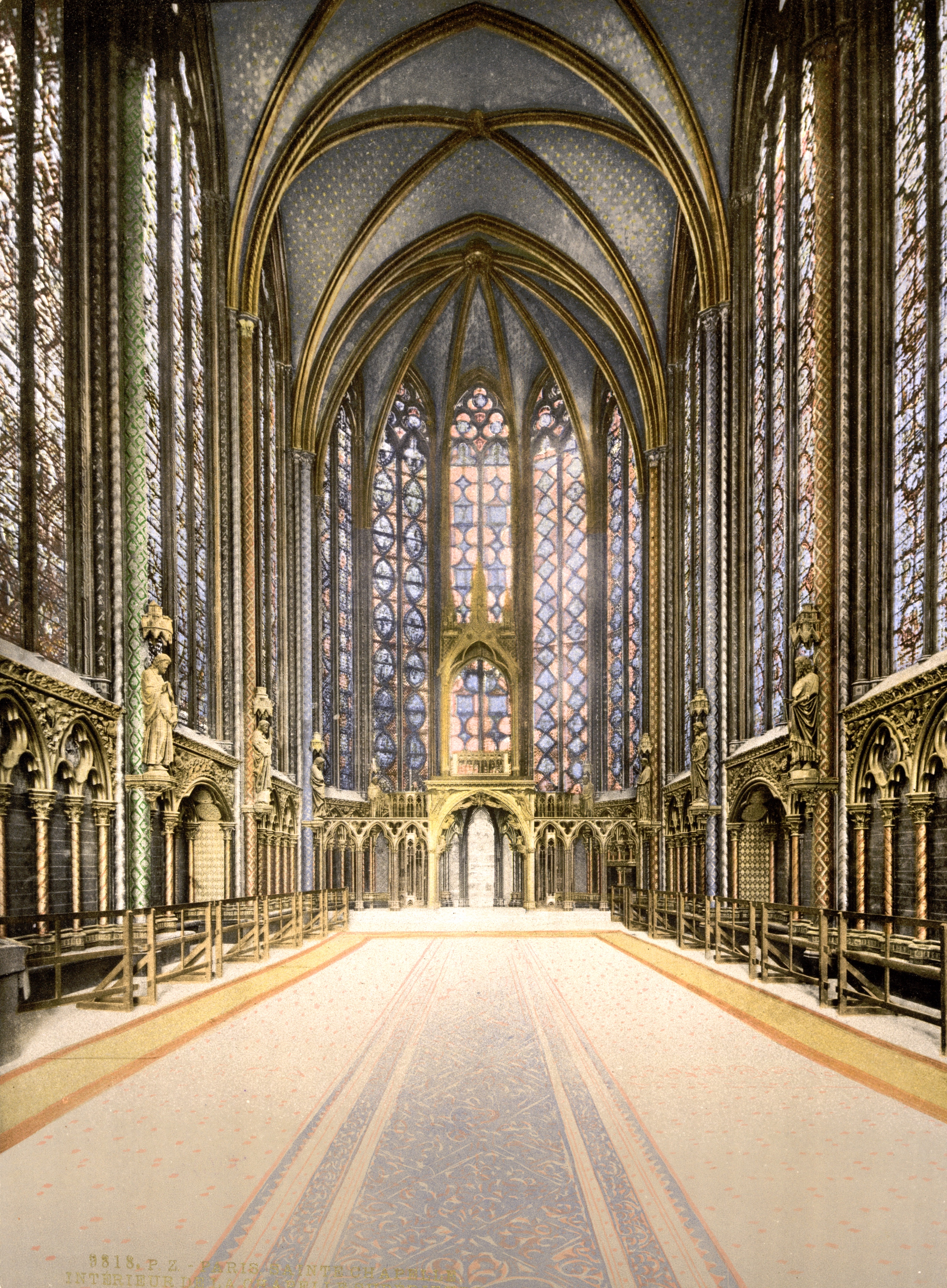
De bovenkapel in 1890–1900

### Tijdlijn
- 1239 - Lodewijk IX van Frankrijk koopt de doornenkroon van Jezus
- 1241 - de kroon en andere relikwieën arriveren in Parijs
- 1242-44 - begin van de bouw
- 1248 - Sainte-Chapelle voltooid en ingewijd
- 1264-1267 - bouw van het reliekenciborium
- 1379 - Karel V van Frankrijk schenkt de Sainte-Chapelle-evangeliën aan de schatkamer
- 1383 - eerste dakruiter herbouwd
- eind 15e eeuw - monumentale buitentrap gebouwd door Lodewijk XII van Frankrijk
- ca. 1460 - 14e-eeuwse dakruiter vervangen
- 1485-1498 - westelijk roosvenster geïnstalleerd
- 1630 - brand beschadigt dakruiter en buitentrap
- 1690 - overstroming beschadigt benedenkapel; oorspronkelijke gebrandschilderde ramen verwijderd
- 1793 - revolutionairen vernielen portalen en koninklijke emblemen. Kapel wordt ontheiligd en de dakruiter verwoest.
- 1803-1837 - kapel wordt opslagruimte voor archieven van het Ministerie van Justitie
- 1805 - relieken van de passie overgebracht naar Notre-Dame van Parijs
- 1840-48 - grote restauratie van kapel en decoraties
- 1846-55 - restauratie en toevoegingen glas-in-loodramen
- 1853-55 - huidige dakruiter gebouwd
- 1862 - kapel geclassificeerd als historisch monument
- 1871 - brandstichting tijdens de Commune in het Palais de Justice; de kapel blijft gespaard
- 1991 - kapel geclassificeerd als werelderfgoed
- 2008-2015 - restauratie

## Beschrijving
De Sainte-Chapelle geldt als schoolvoorbeeld van de "rayonnante" fase van de gotische bouwstijl, gekenmerkt door een gevoel van gewichtloosheid en zeer sterke verticaliteit. De eigenlijke koninklijke kapel is de bovenkapel van de dubbelkapel, gebouwd boven een relatief sobere benedenkapel, die als parochiekerk dienstdeed voor de overige paleisbewoners. Gebouwd om enkele van 's wereld belangrijkste christelijke relieken te herbergen, vertoont de kapel onmiskenbaar gelijkenissen met een reliekschrijn, maar dan binnenste buiten gekeerd: de rijkste decoratie aan de binnenkant.

### Exterieur
De buitenkant van de kapel vertoont veel van de typische kenmerken van de rayonante architectuur: forse, maar tegelijkertijd ranke steunberen met daarboven pinakels, puntgevels rond de daklijn, en grote ramen met maaswerk. De interne verdeling in boven- en onderkapel is aan de buitenkant gemarkeerd door een waterlijst. De muren van de benedenkapel bevatten relatief kleine ramen in de vorm van een reuleaux-driehoek. Ondanks de decoraties is de buitenkant relatief sober, zonder luchtbogen of beelden langs de dakrand (op één na), en geeft zodoende weinig te kennen van de rijkdom binnenin.
De westgevel bestaat uit een twee verdiepingen hoog portaal onder een groot gotisch roosvenster dat in de vijftiende eeuw in de bovenkapel is geplaatst. Daarboven bevindt zich een puntgevel met een balustrade en een oculusvenster. Aan weerszijden van de westgevel bevinden zich traptorens, die de smalle wenteltrappen naar de bovenkapel bevatten en die ook de steunberen verbergen. De torenspitsen van de traptorens zijn in de vijftiende eeuw versierd met koninklijke fleur de lissen onder een gebeeldhouwde doornenkroon. Het portaal van de bovenkapel bevindt zich op een soort balkon. Het oorspronkelijke beeldhouwwerk van de westelijke portalen werd tijdens de Revolutie vernield en is tussen 1854 en 1873 hersteld door Adolphe-Victor Geoffroy-Dechaume.
De huidige dakruiter, tevens de klokkentoren, is de vijfde sinds de dertiende eeuw. De 33 meter hoge, cederhouten torenspits werd vanaf 1852 door de architect Lassus gebouwd. Het beeldhouwwerk van de dakruiter is zeer uitbundig en vervaardigd door Geoffroy-Dechaume en Louis Steinheil. Laatstgenoemde heeft zichzelf geportretteerd in de beelden van de apostelen Tomas en Bartolomeüs, die met andere apostelbeelden het onderste deel van de toren sieren. Rondom de torenspits staan beelden van engelen die passiewerktuigen dragen. Boven het koor staat een beeld van de aartsengel Michaël die een draak doodt.

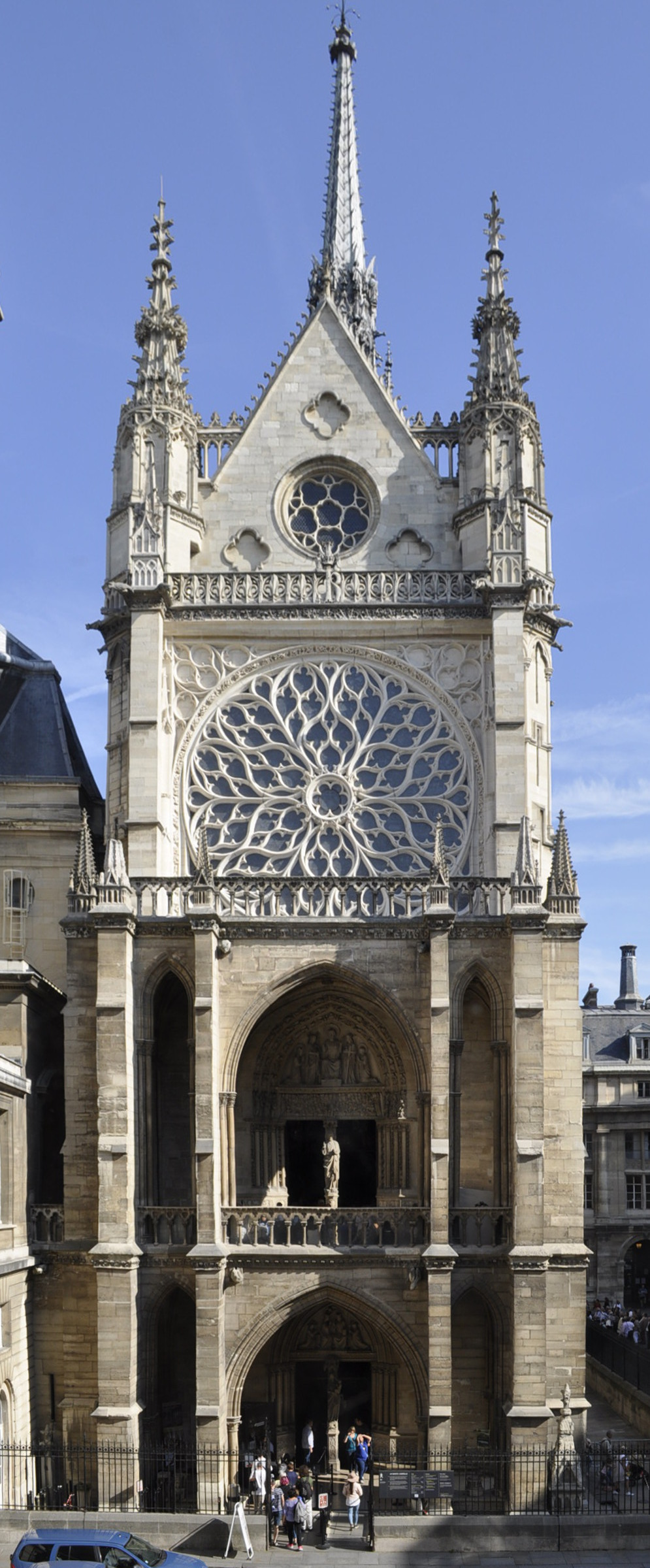
Westfaçade
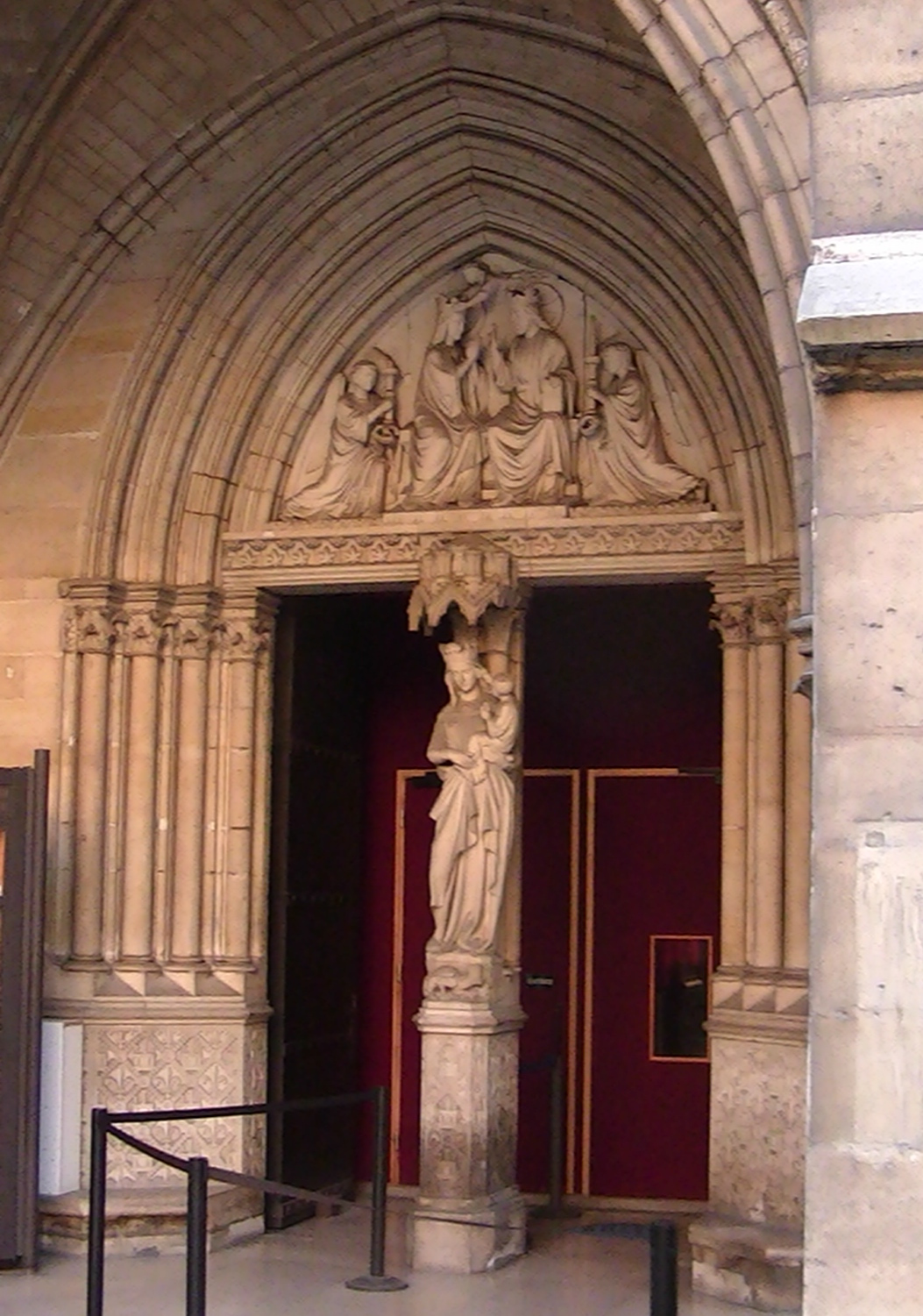
Entree benedenkapel
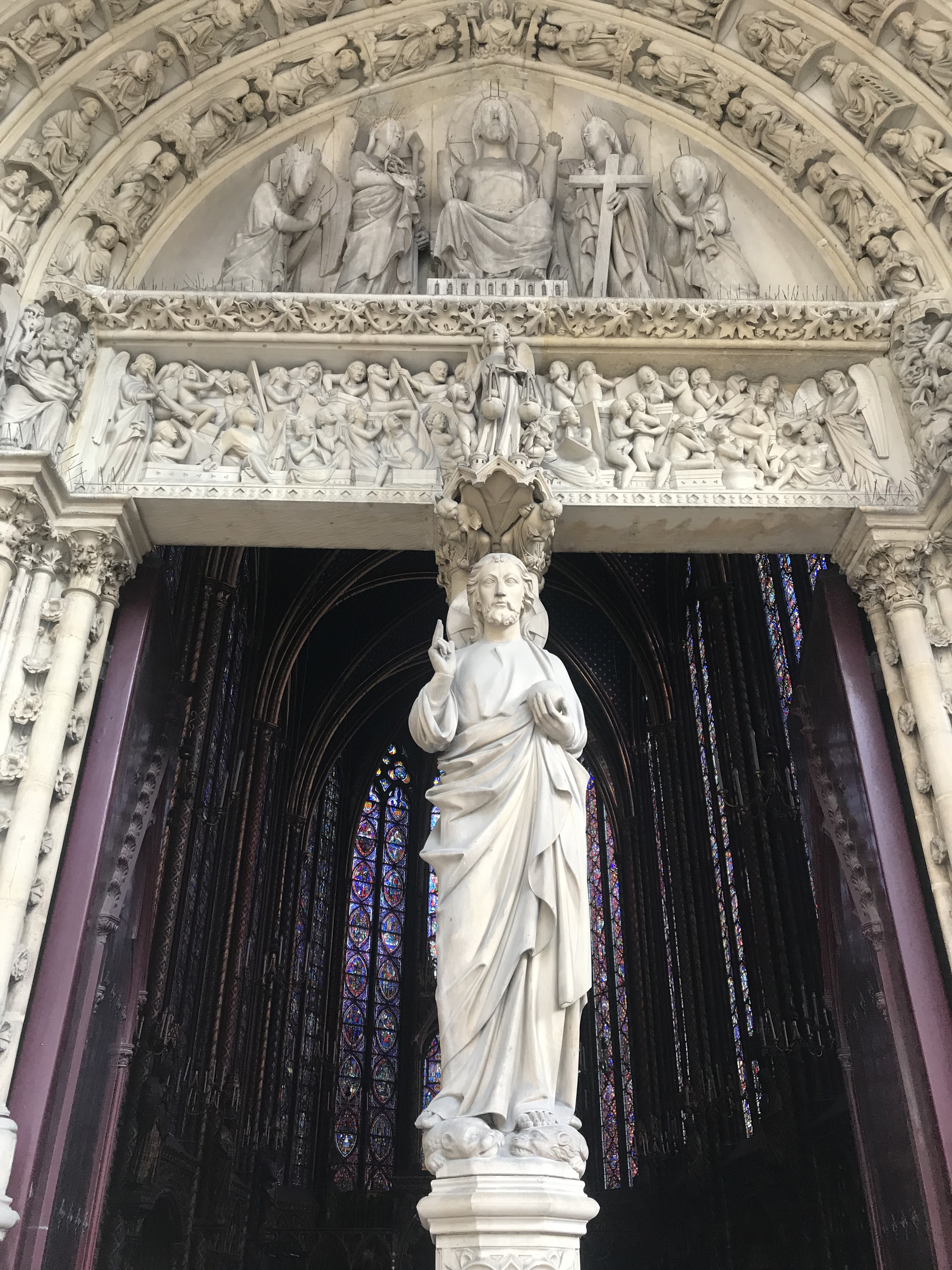
Entree bovenkapel
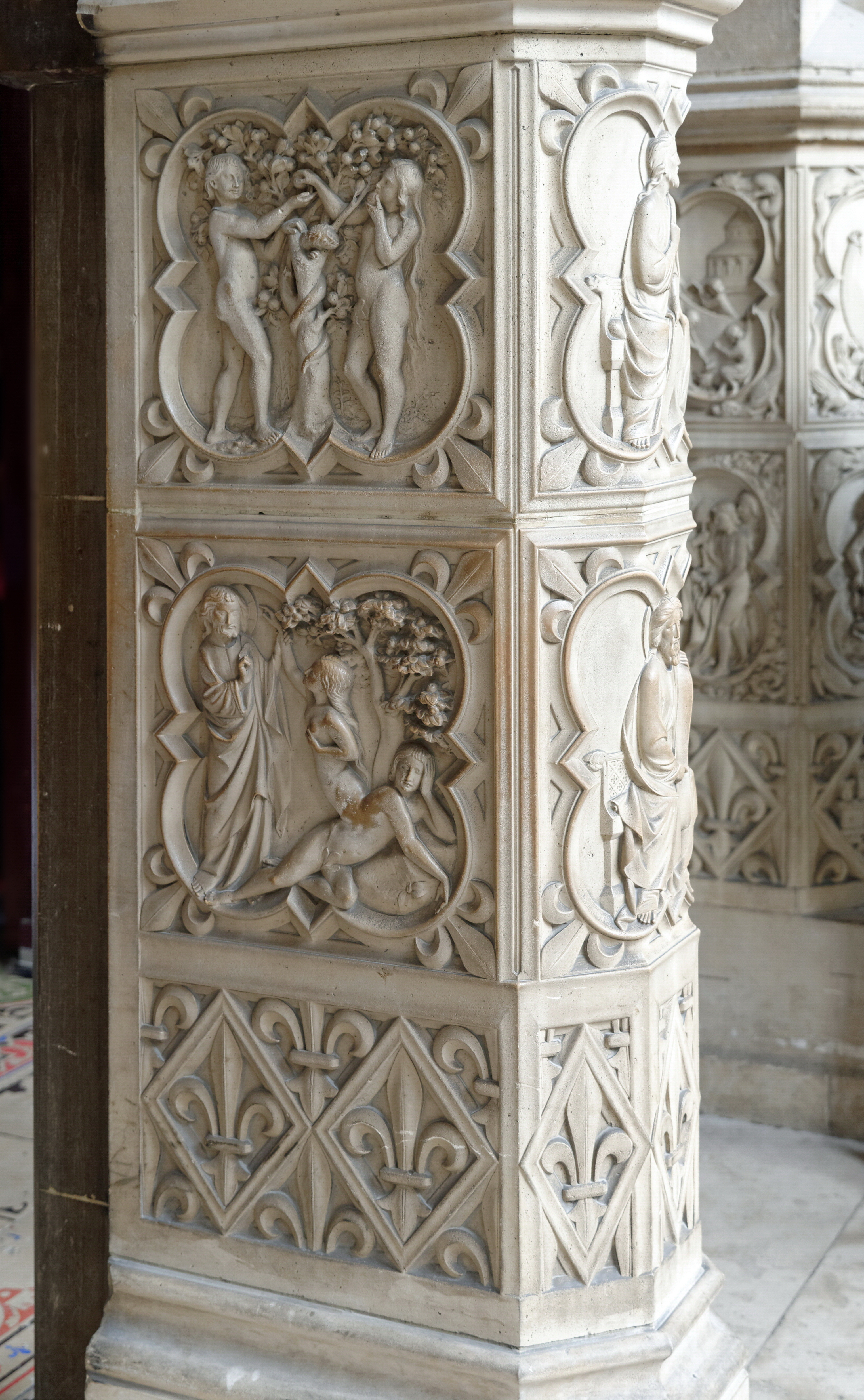
Idem, reliëfs
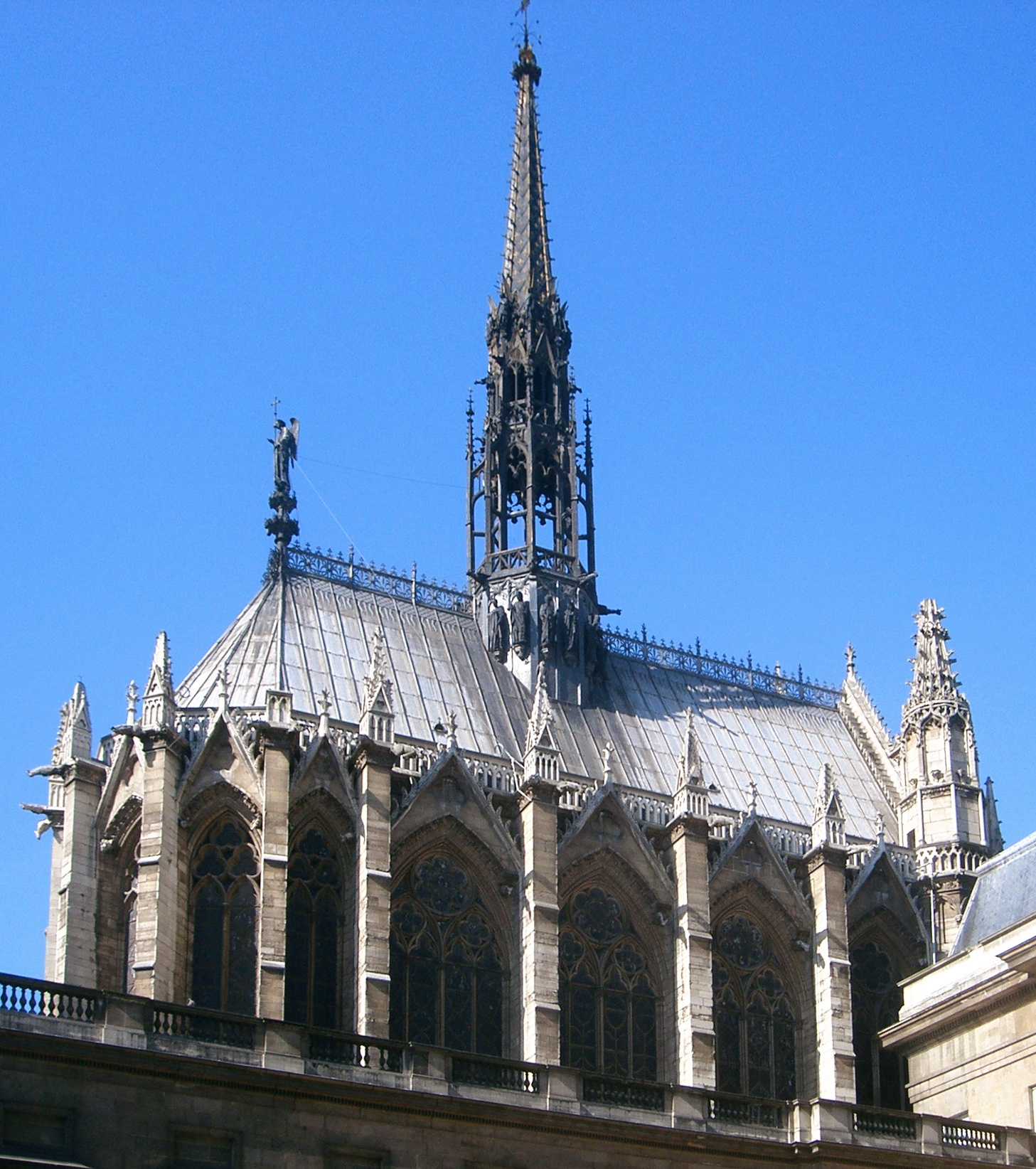
Noordoostzijde
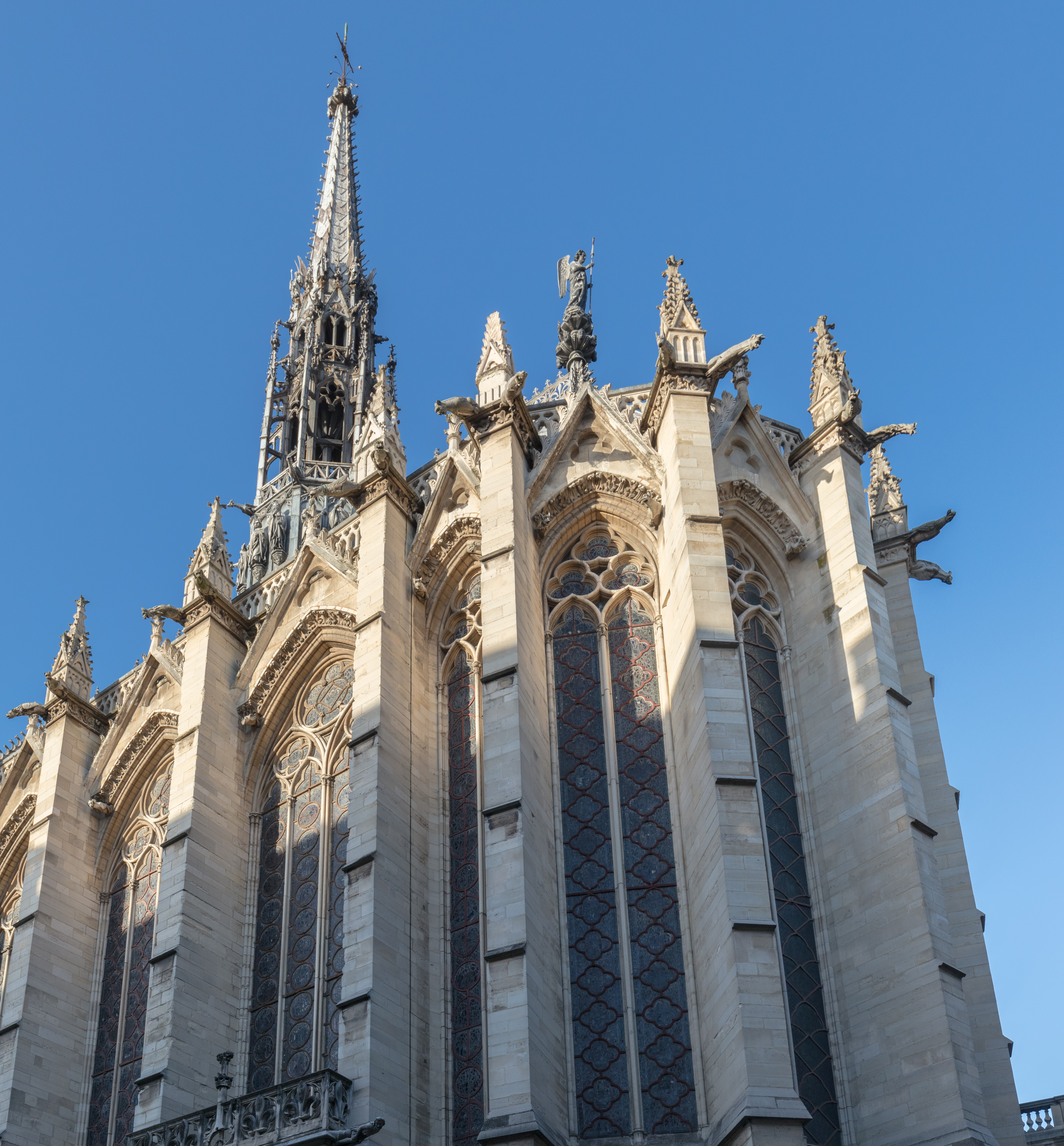
Zuidoostzijde
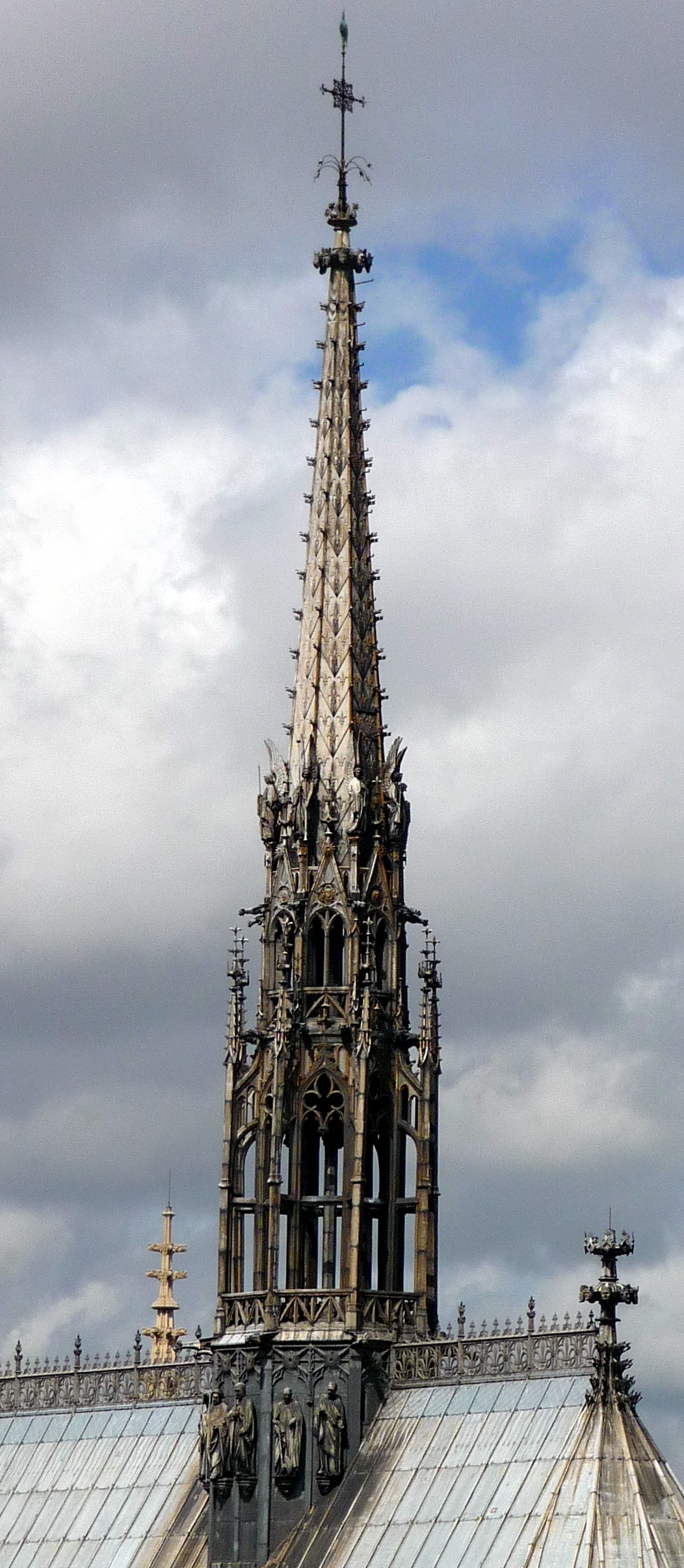
Dakruiter
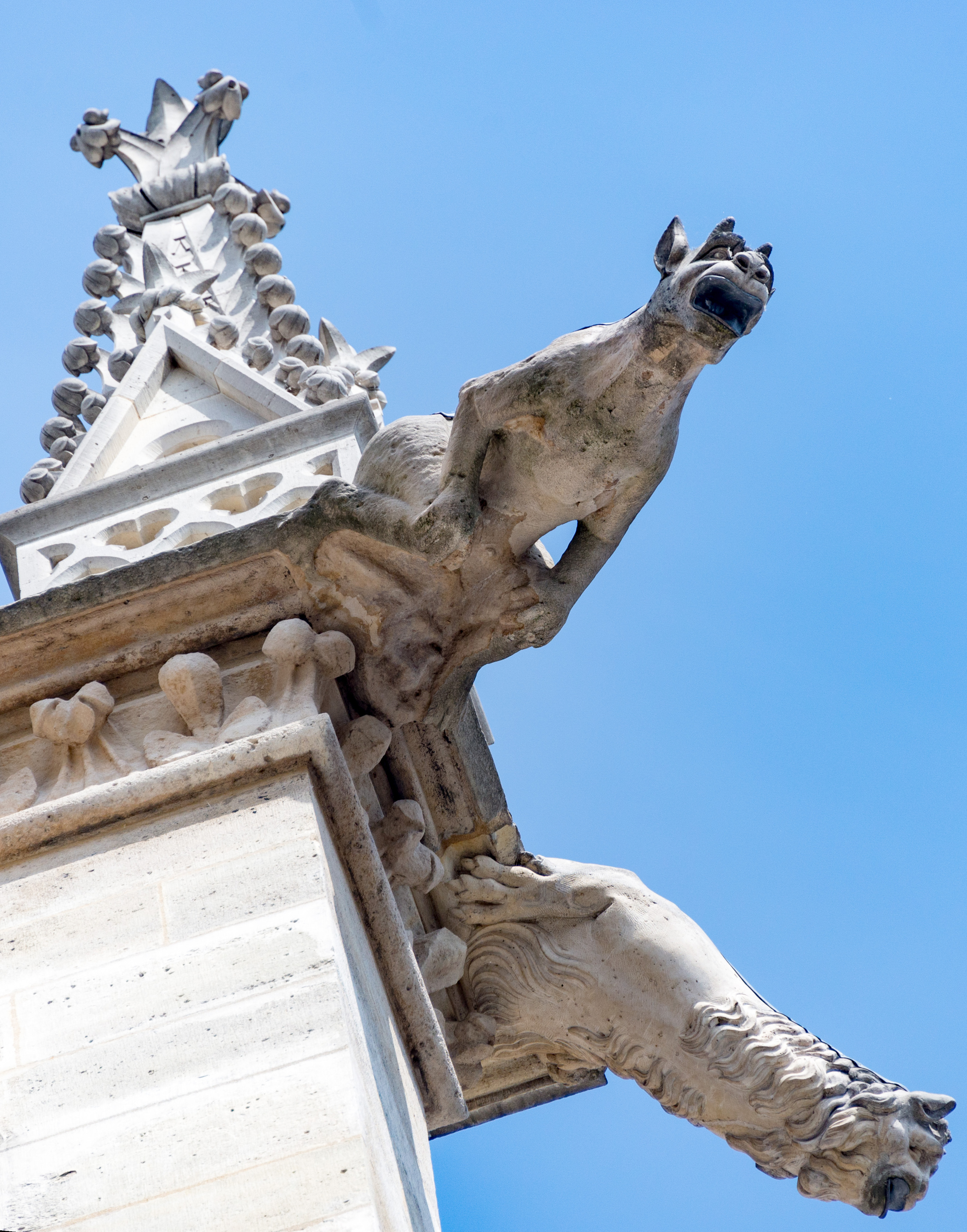
Pinakel & waterspuwers
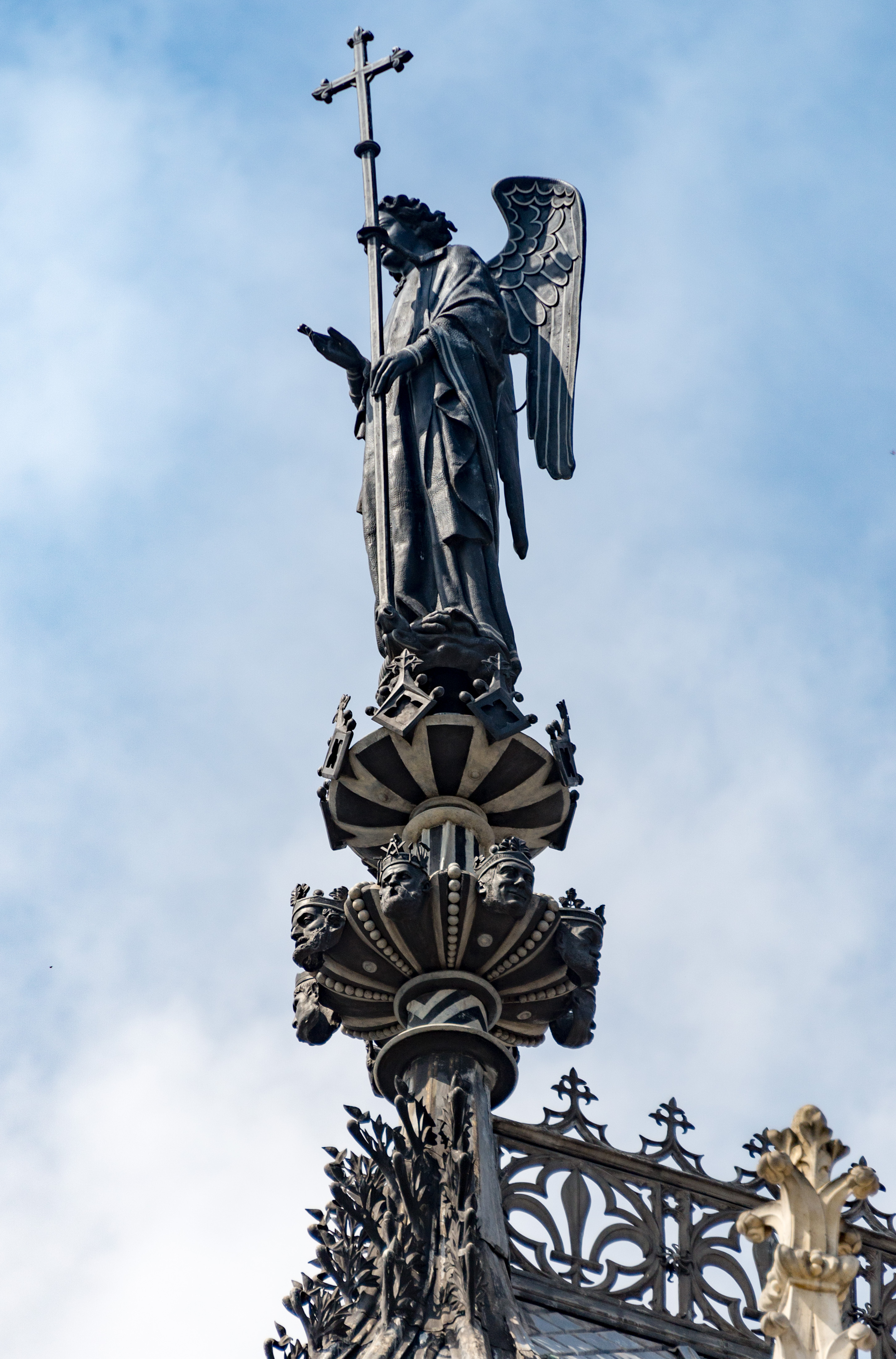
Aartsengel Michaël

### Interieur
De Sainte-Chapelle bestaat uit een beneden- en een bovenkapel. De benedenkapel (chapelle basse) was toegewijd aan de maagd Maria en werd gebruikt als parochiekerk voor het paleispersoneel. De bovenkapel (chapelle haute) was gewijd aan Jezus als Salvator Mundi en bedoeld als privékapel voor de koning en zijn familie, terwijl hier ook het koorgestoelte van de kanunniken stond. De benedenkapel is slechts 6,6 meter hoog en wordt gedomineerd door de enorme gewelven, in de negentiende eeuw beschilderd met Franse lelies in blauw, goud en rood. Door de geringe hoogte wekt de kapel de indruk van een crypte. De benedenkapel bestaat uit een middenbeuk van zes meter breed en twee smalle zijbeuken. De 130 gebeeldhouwde kapitelen met acanthus- of bloemmotieven dateren uit het midden van de dertiende eeuw. De kapel is ingericht als ontvangstruimte en museumwinkel.

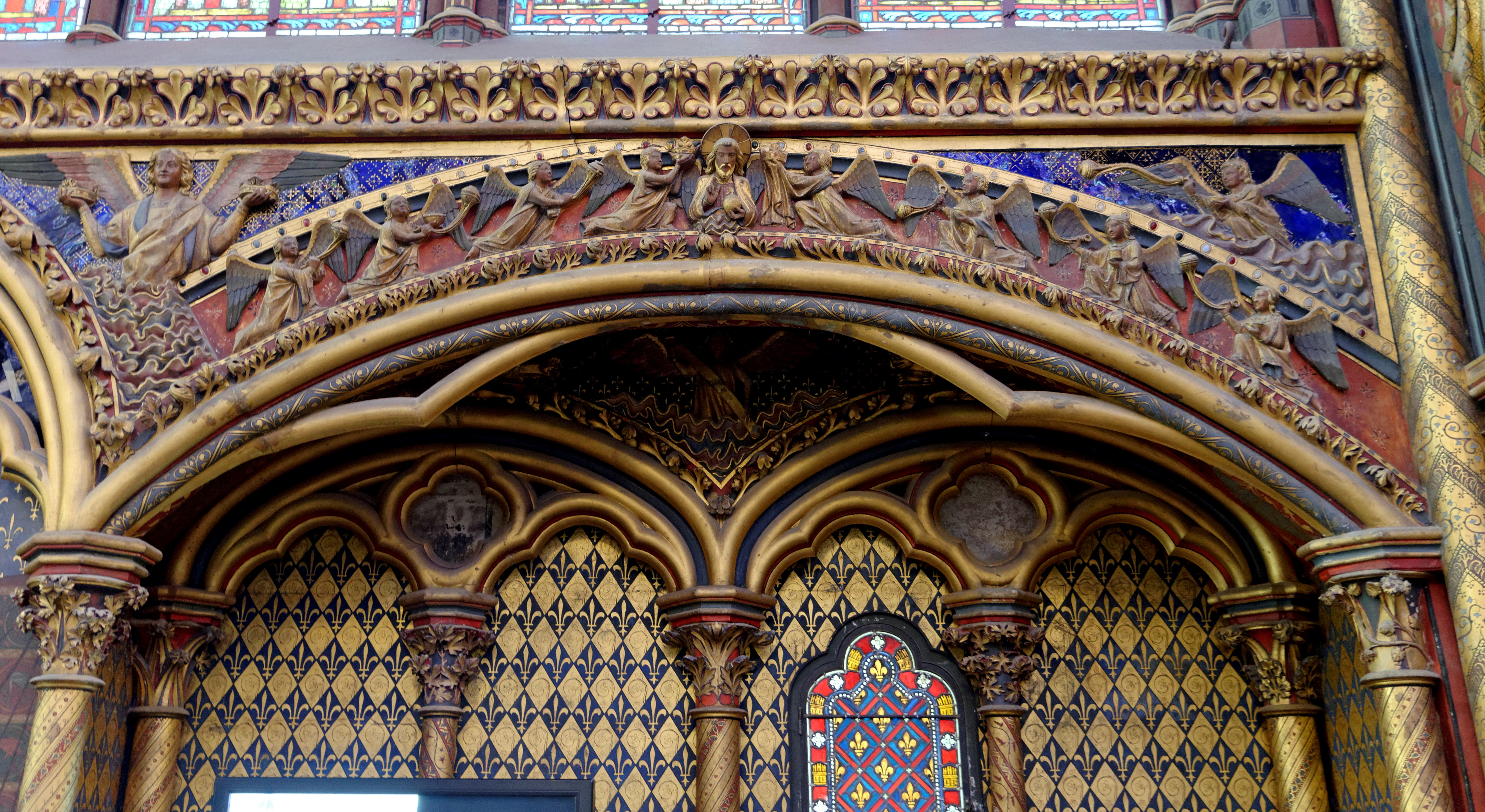
Bovenkapel: alkoof van de koning

De bovenkapel is een 20 meter hoge ruimte met een eenvoudige, rechthoekige plattegrond van 33 × 10,7 meter. De kapel bestaat uit een eenbeukig schip met een lengte van vier traveeën en een koor dat even hoog en breed is als het schip. Het interieur wordt gedomineerd door de zeer hoge glas-in-loodramen, die gezamenlijk een oppervlakte van ca. 670 m² beslaan; ruim driekwart van de kapelwanden bestaat uit glas (de westwand met het roosvenster niet meegerekend). Doordat de ondersteunende pilaren en steunberen bescheiden zijn, worden schaduwen op de ramen geminimaliseerd. Bij binnenkomst wordt de bezoeker ondergedompeld in een bijna onaards aura van licht. Doel van de middeleeuwse kerkenbouwer was om uit de materiële architectuur en decoratie een spirituele ervaring te creëren. De Bijbelse en historische passages in de ramen geven de vrome oorsprong van het Franse koningshuis weer. Twee derde van deze ramen zijn originelen uit de dertiende eeuw. Het reusachtige roosvenster, dat bijna de hele breedte van de wand in beslag neemt, is omstreeks 1490 toegevoegd.
Het resterende muuroppervlak en het gewelf van de bovenkapel zijn eveneens uitbundig gedecoreerd. Analyse van verfresten heeft onthuld dat de originele kleuren nog feller waren dan die van de negentiende-eeuwse restaurateurs. Voor de Franse Revolutie droegen wandkleden nog bij aan de rijkdom van het interieur. In de derde travee bevindt zich zowel in de noord- als zuidwand een uitbundig gedecoreerde alkoof. Hier waren de zitplaatsen van de koning (noordzijde) en koningin (zuidzijde). Het gepolychromeerde beeldhouwwerk van de alkoven, even als de zestien apostelen- en koningsbeelden langs de wanden, dateert uit omstreeks 1240. In het koor verheft zich een dertiende-eeuws altaarciborium, dat doet denken aan een doksaal. Het is een grotendeels open structuur met een verhoogd podium waarop de relieken werden getoond. Doordat het aan alle kanten open is, valt het daglicht naar binnen en waren de relieken goed zichtbaar. Ook hier is het beeldhouwwerk grotendeels oorspronkelijk. Het altaar zelf is tijdens de Revolutie verwijderd.

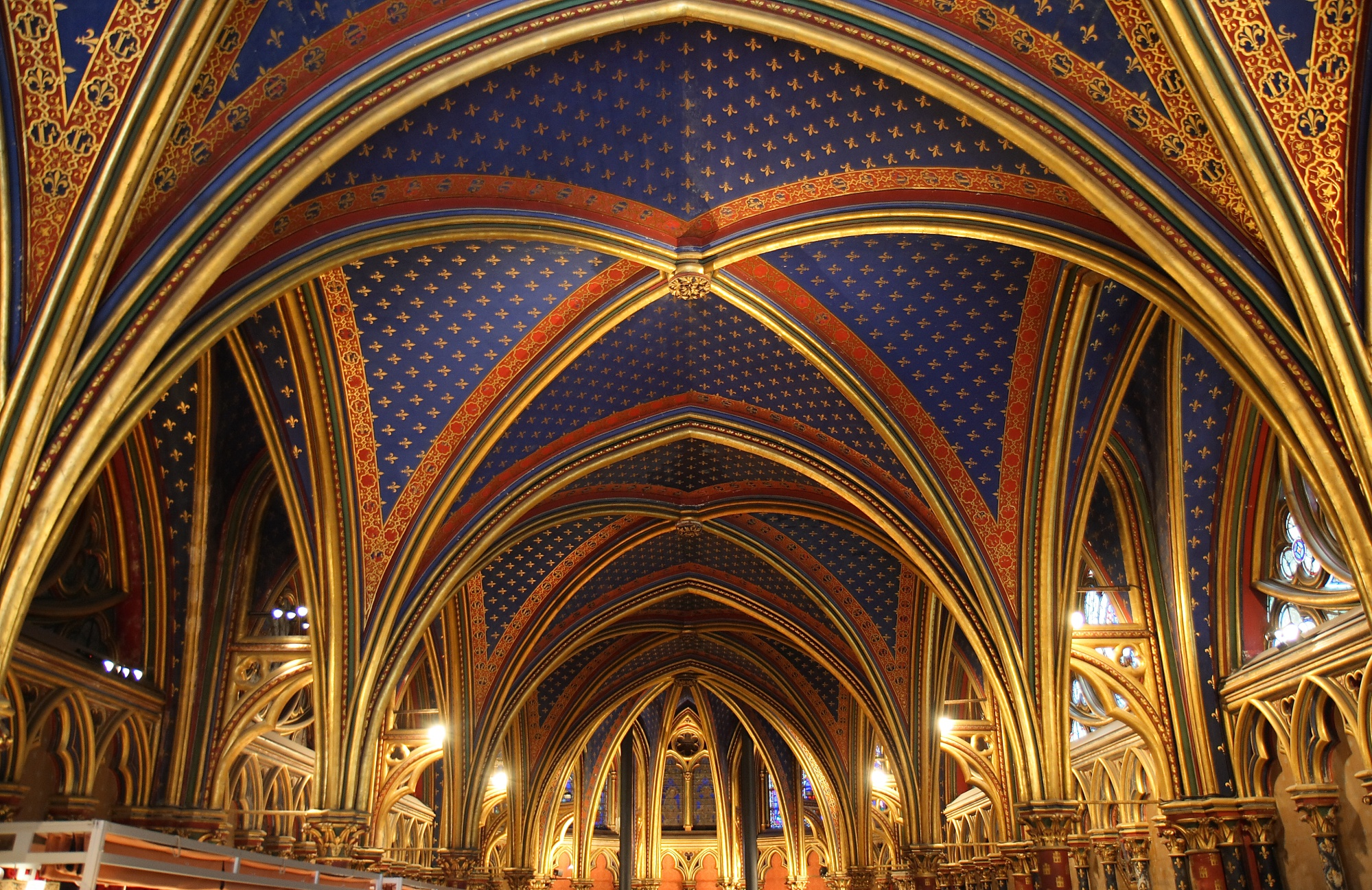
Benedenkapel, gewelven
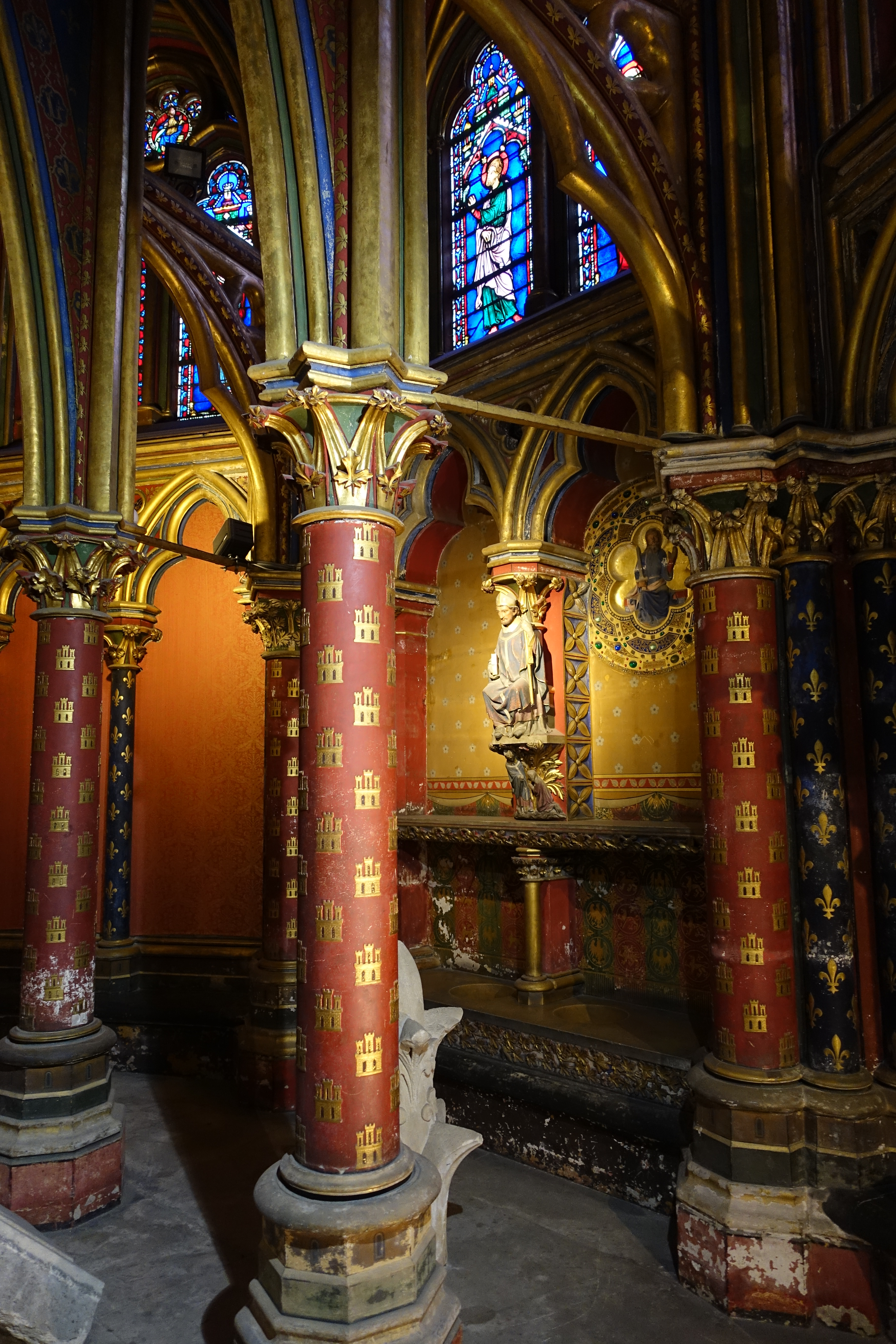
Idem, detail
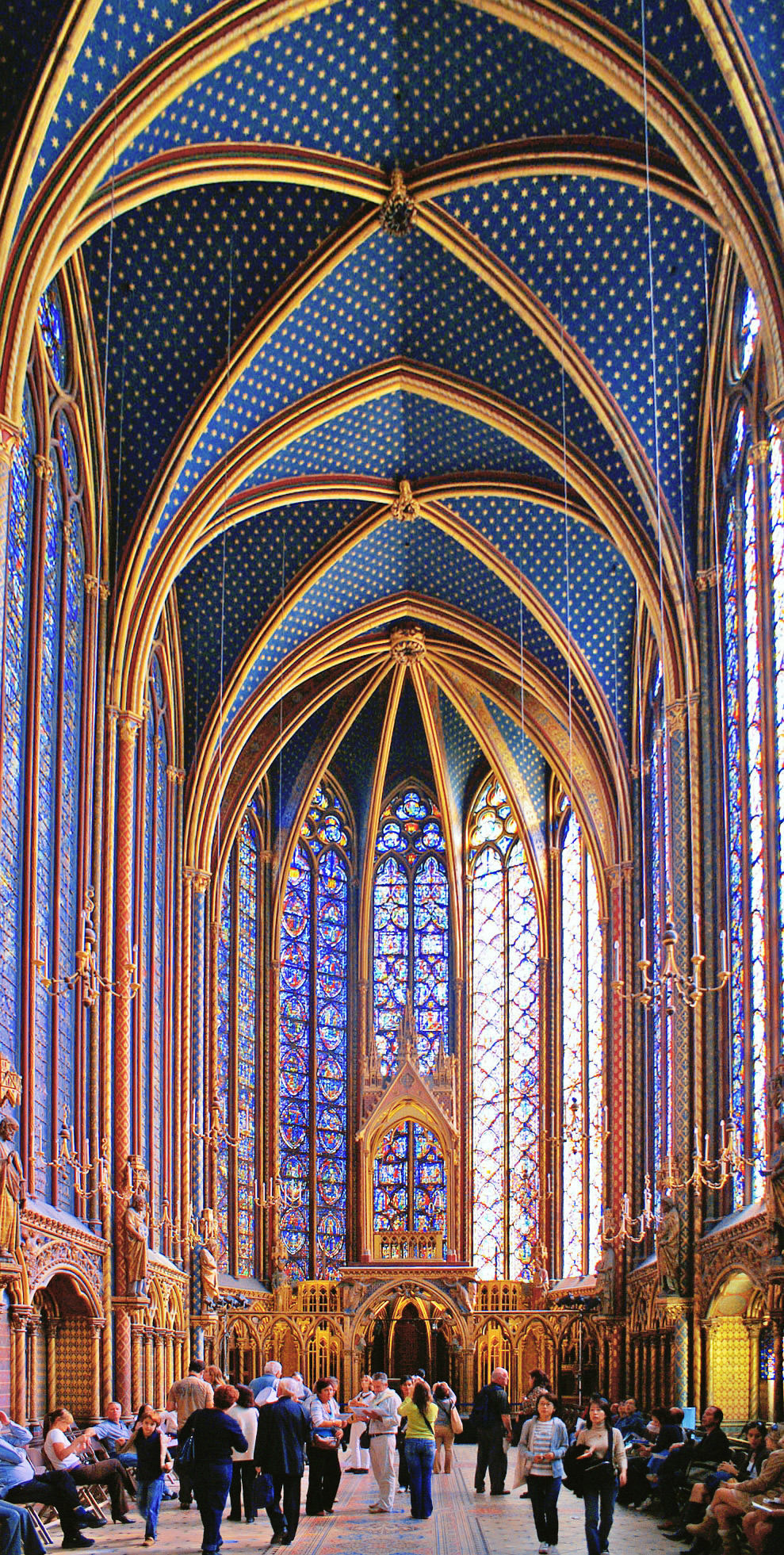
Bovenkapel
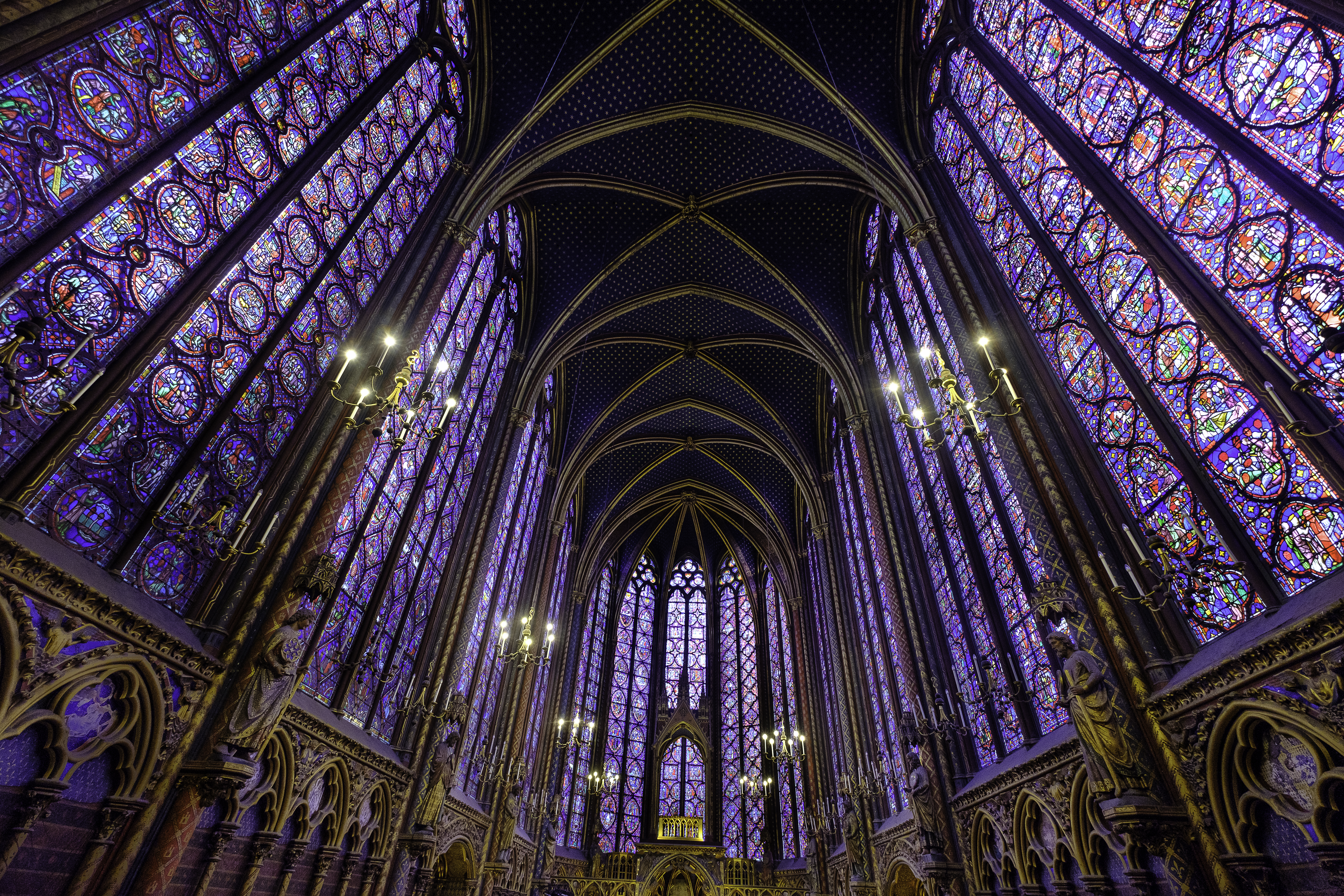
Bovenkapel, glas-in-loodramen
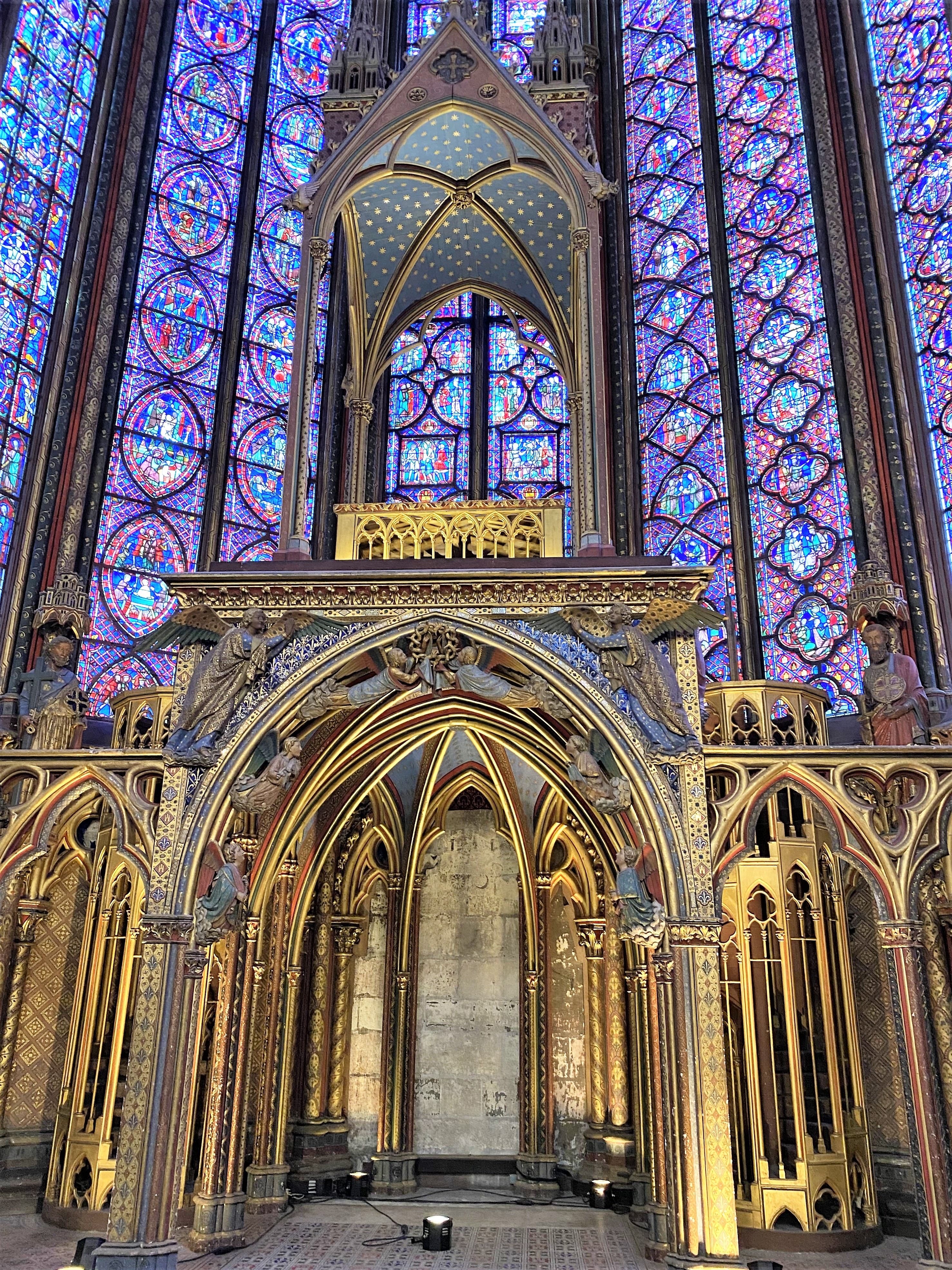
Altaarciborium
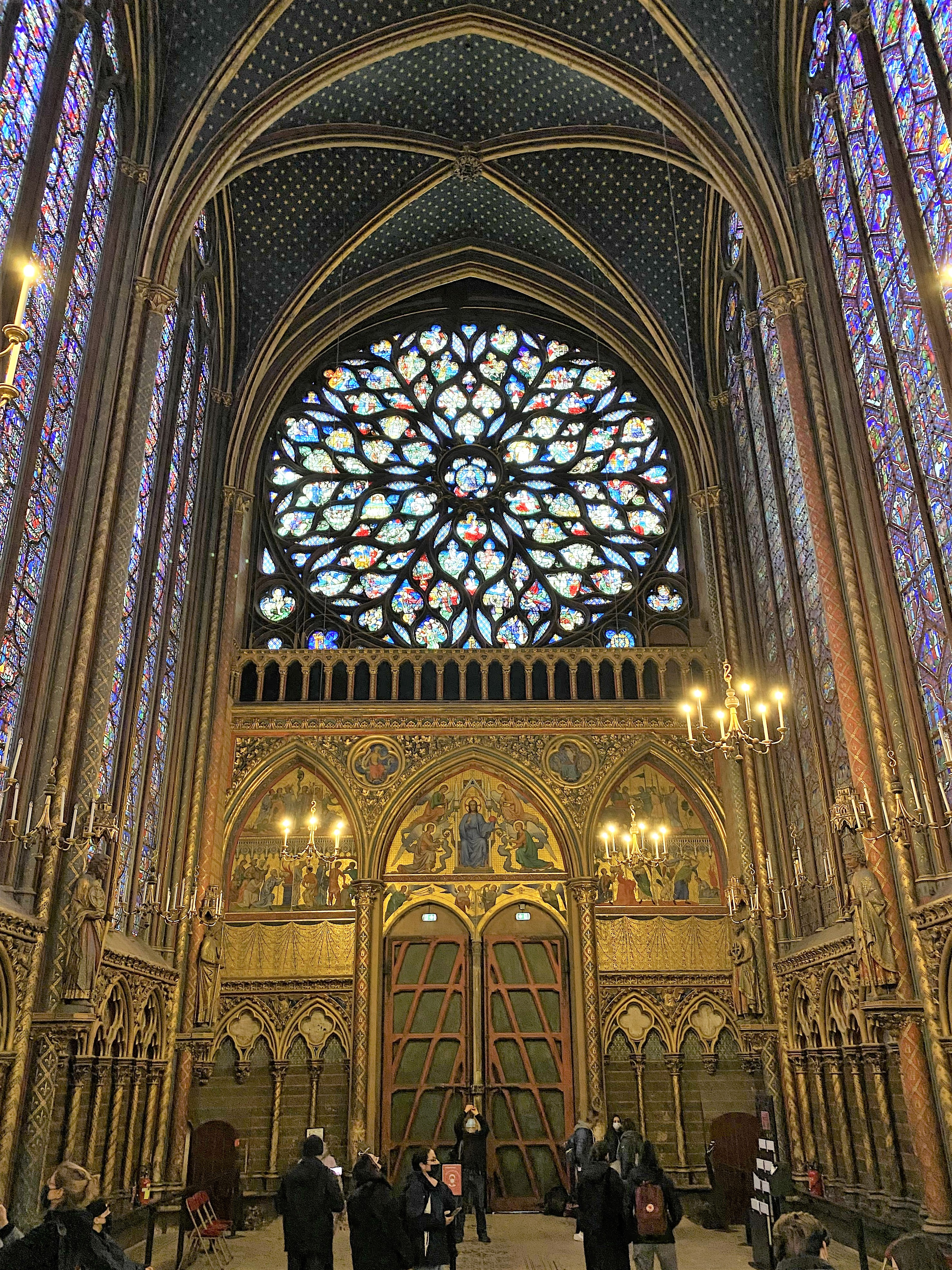
Bovenkapel, westgevel
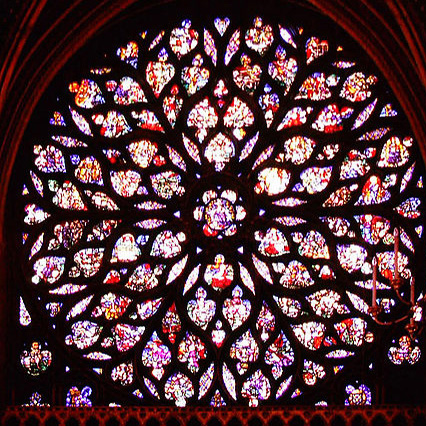
Roosvenster

### Voormalige kerkschat
Van de eens zo rijke kerkschat van de Sainte-Chapelle is niet veel meer over. De restanten ervan bevinden zich momenteel elders. Tijdens de Franse Revolutie zijn de meeste schatten geroofd, vernield of, na confiscatie door de staat, verkocht. De kostbare reliekhouder met de doornenkroon werd ontdaan van edelstenen en daarna omgesmolten. Hetzelfde gebeurde met de reliekbuste van Lodewijk de Heilige. De relieken zelf bleven meestal bewaard,, maar deze bevinden zich thans in de Notre-Dame, waar ze in de loop van de negentiende eeuw in nieuwe reliekhouders werden geplaatst. Een van de elders bewaard gebleven schatten is de Grand Camée de France, een ruim dertig centimeter hoge camee uit de eerste eeuw na Christus, thans in het Cabinet des médailles van de Bibliothèque nationale de France (BnF). Daar bevindt zich ook een ander antiek sieraad uit de voormalige schatkamer van de Sainte-Chapelle, een gesneden amethist met een portret van keizer Caracalla uit circa 212. Het ivoren Embriachischrijn kwam na enige omzwervingen in de collectie van het Victoria and Albert Museum in Londen terecht.

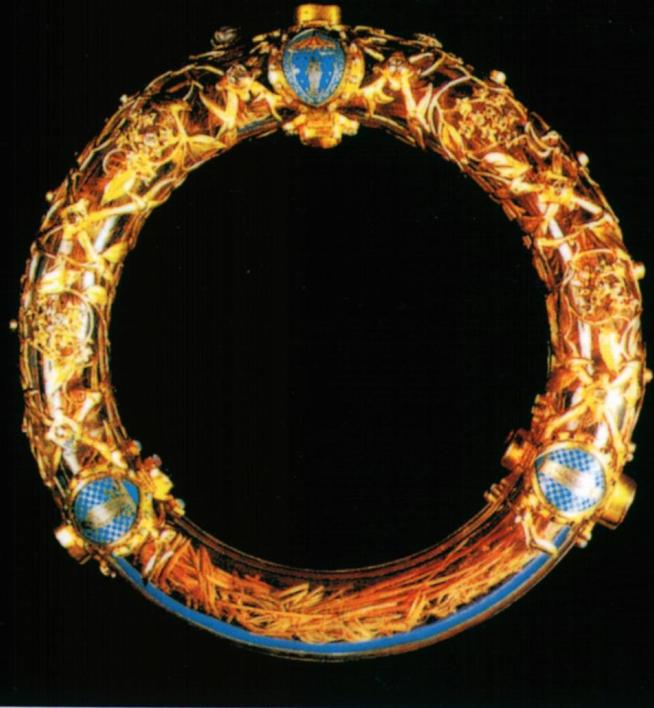
Doornenkroon, Notre-Dame, Parijs
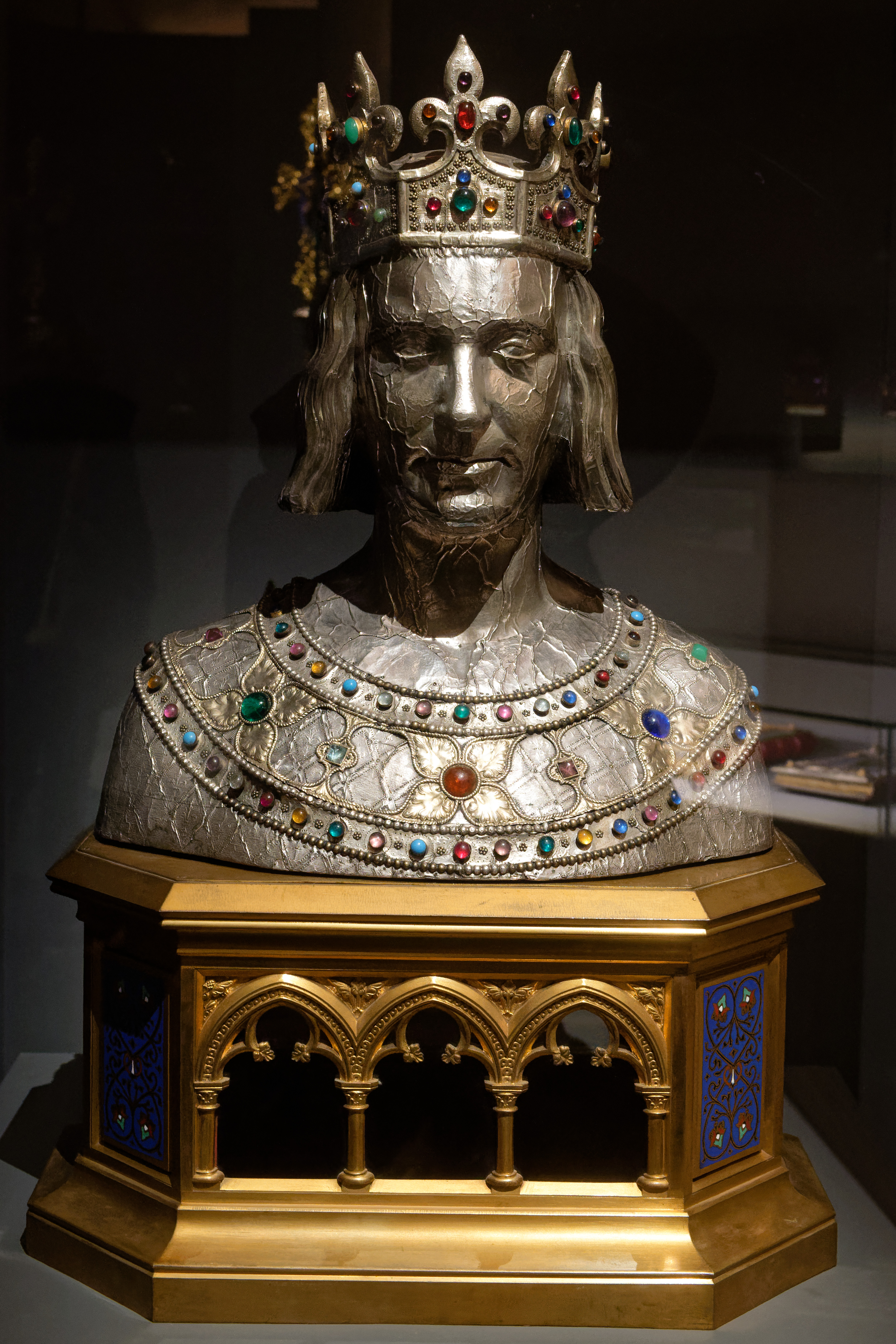
Reliekbuste, Notre-Dame
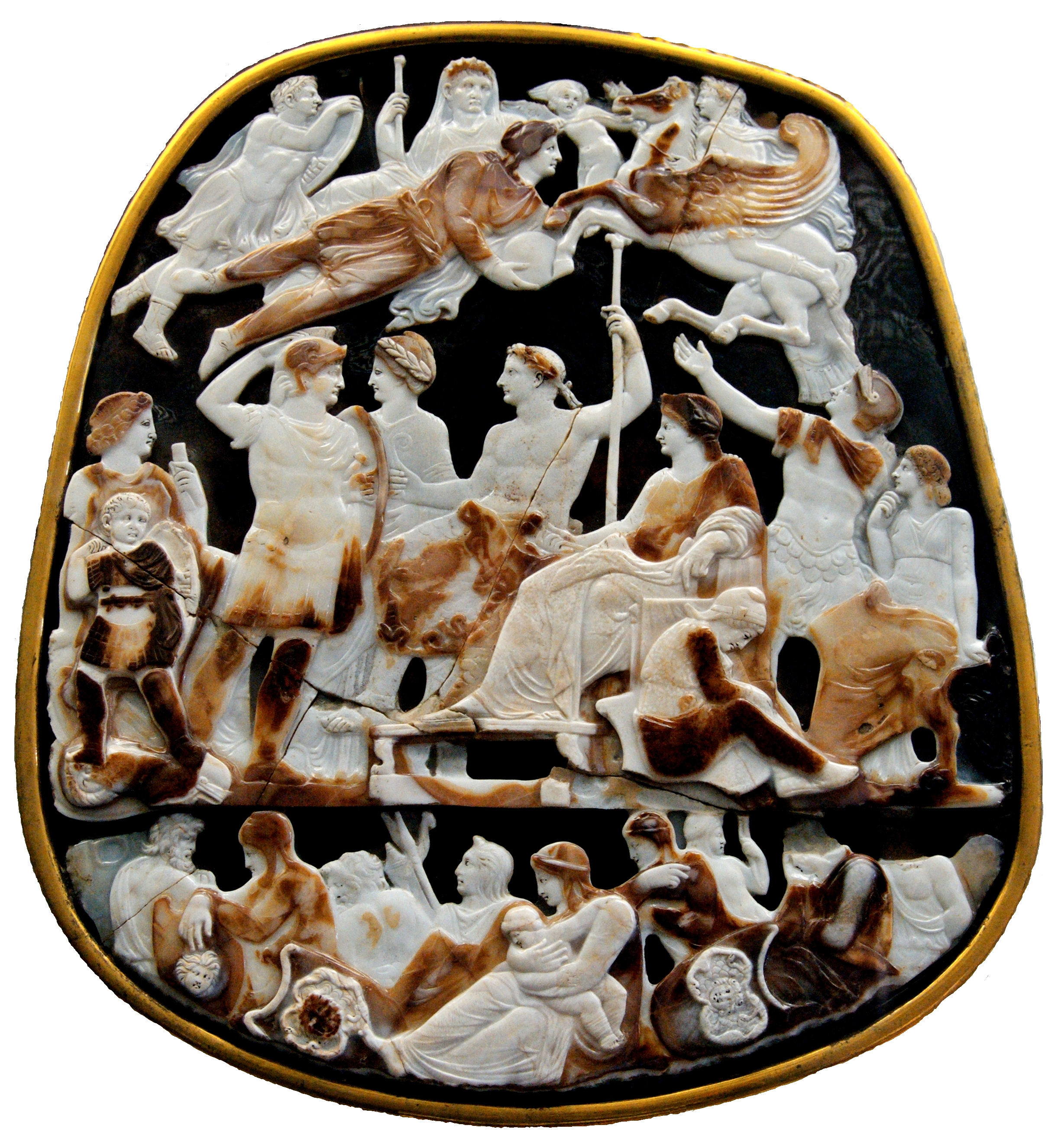
Grand Camée de France, BnF
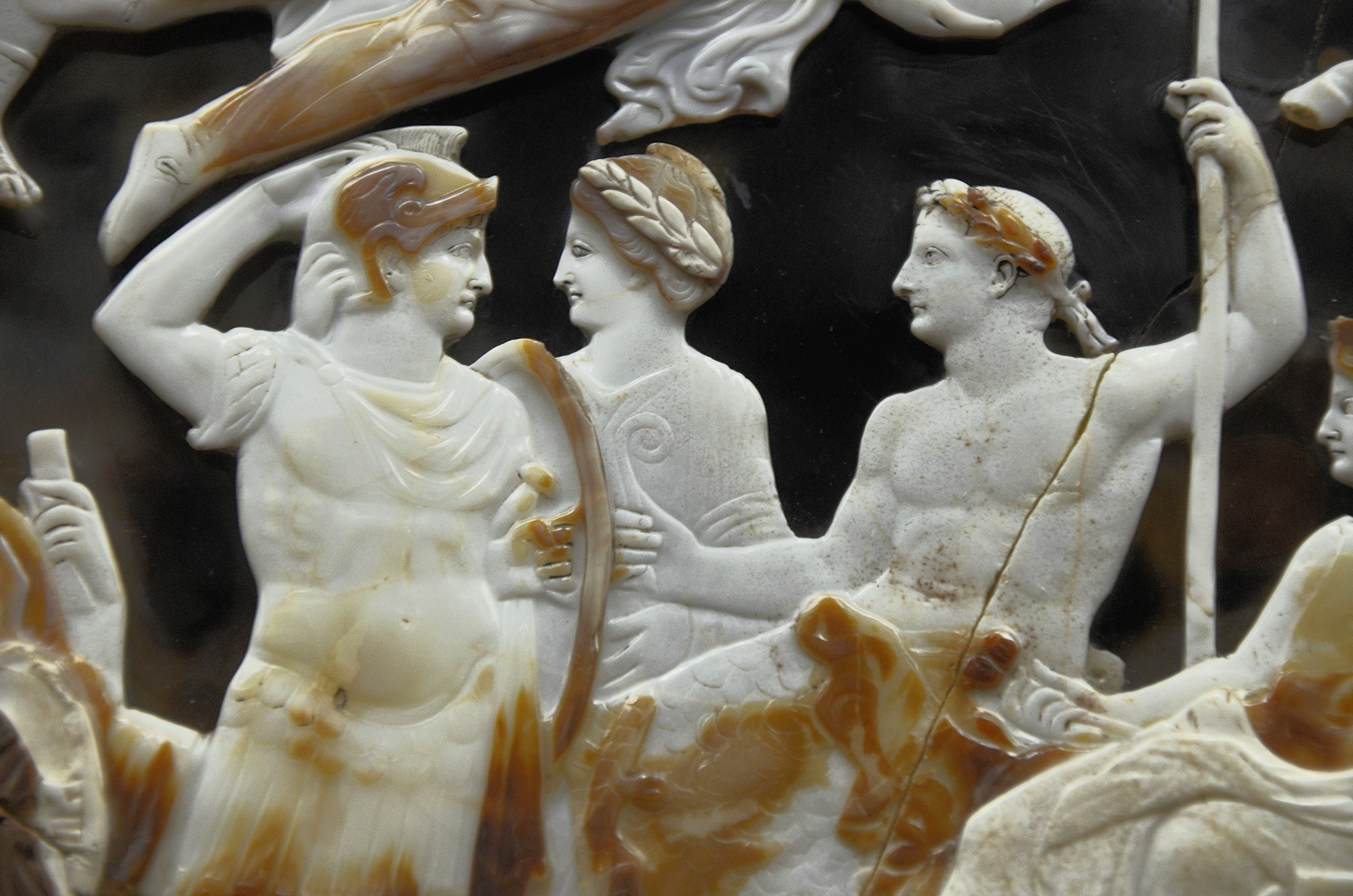
Idem, detail
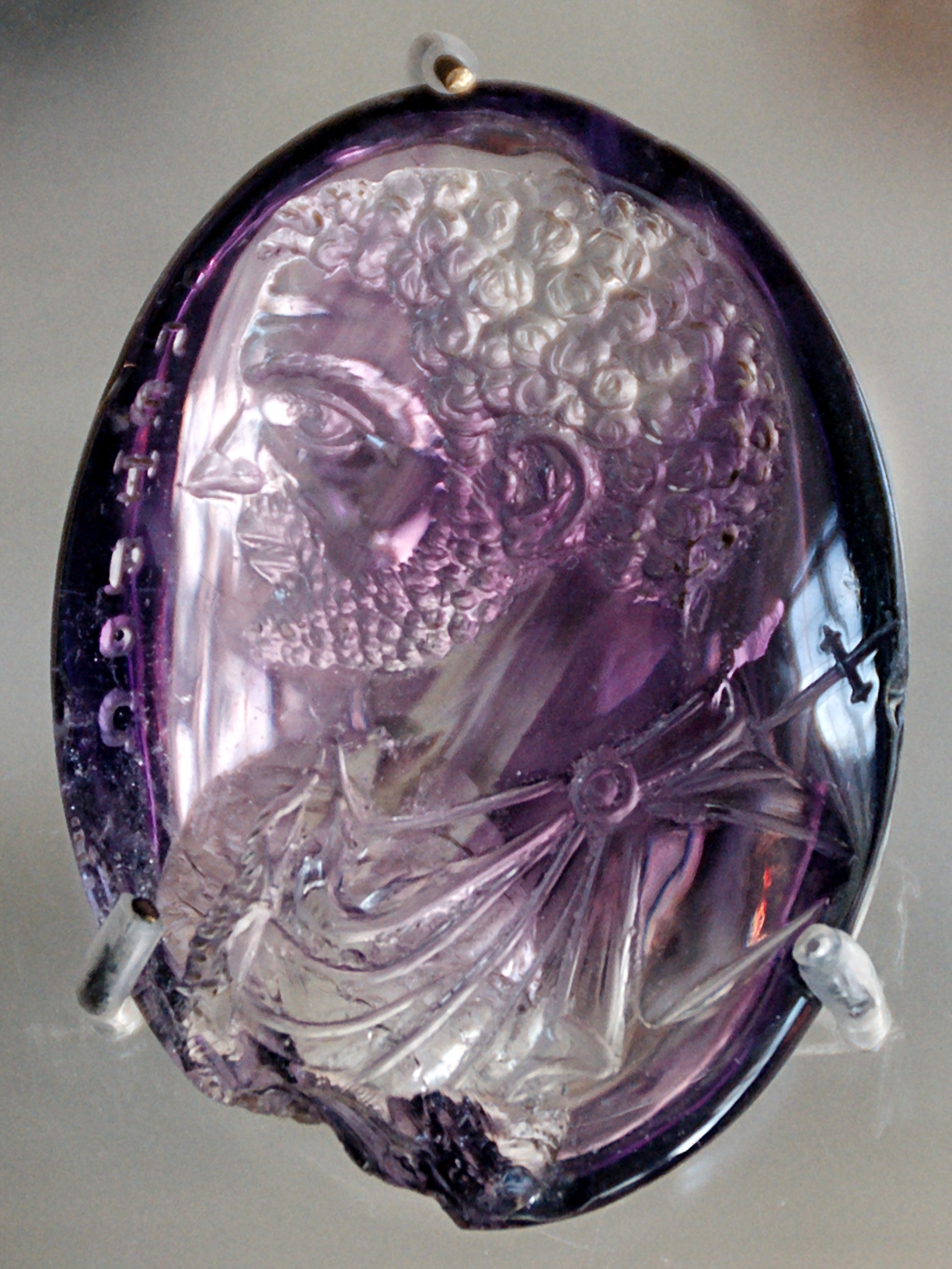
Caracalla-amethist
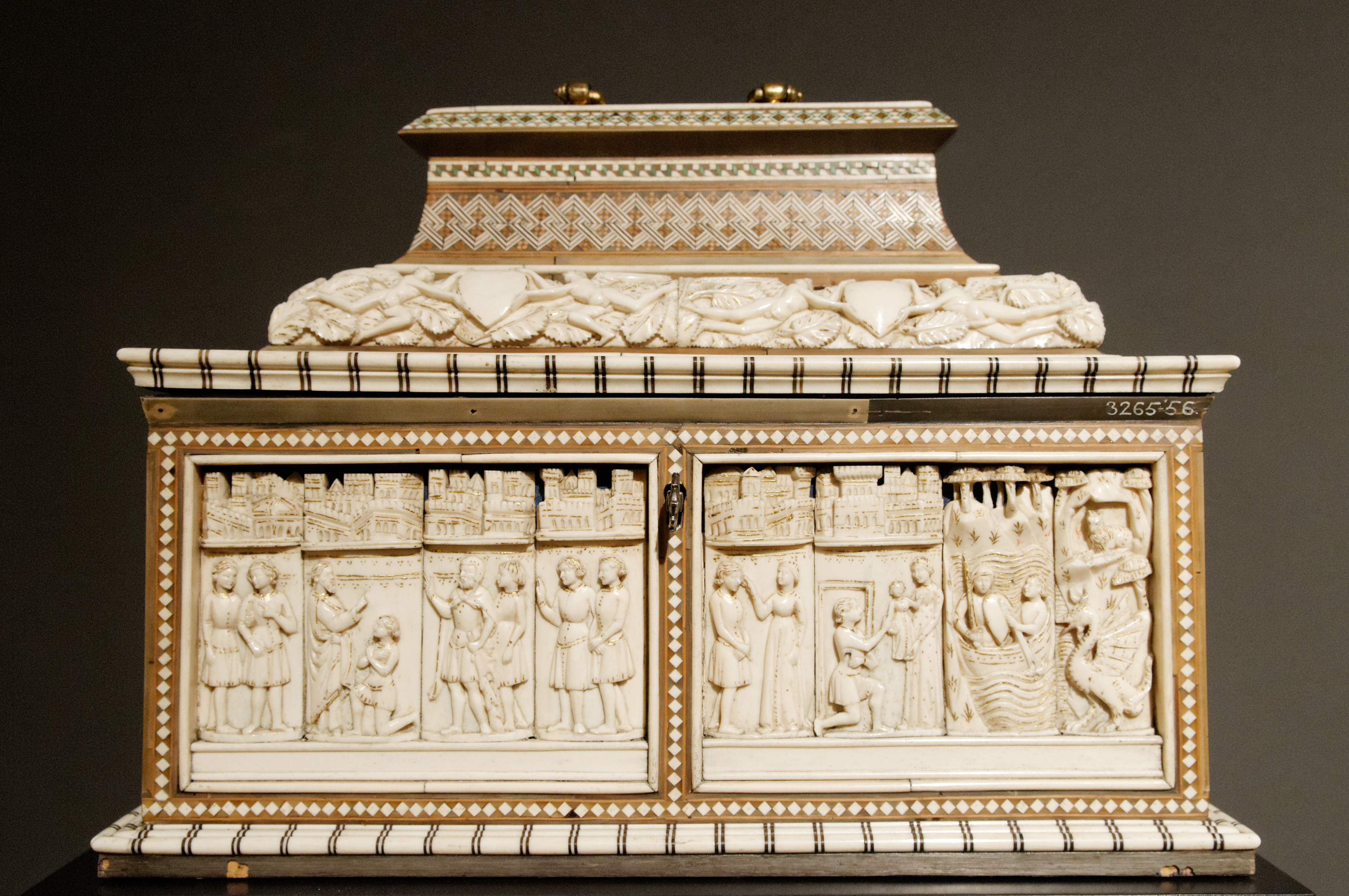
Embriachischrijn, V&A, Londen

## Invloed; navolgingen

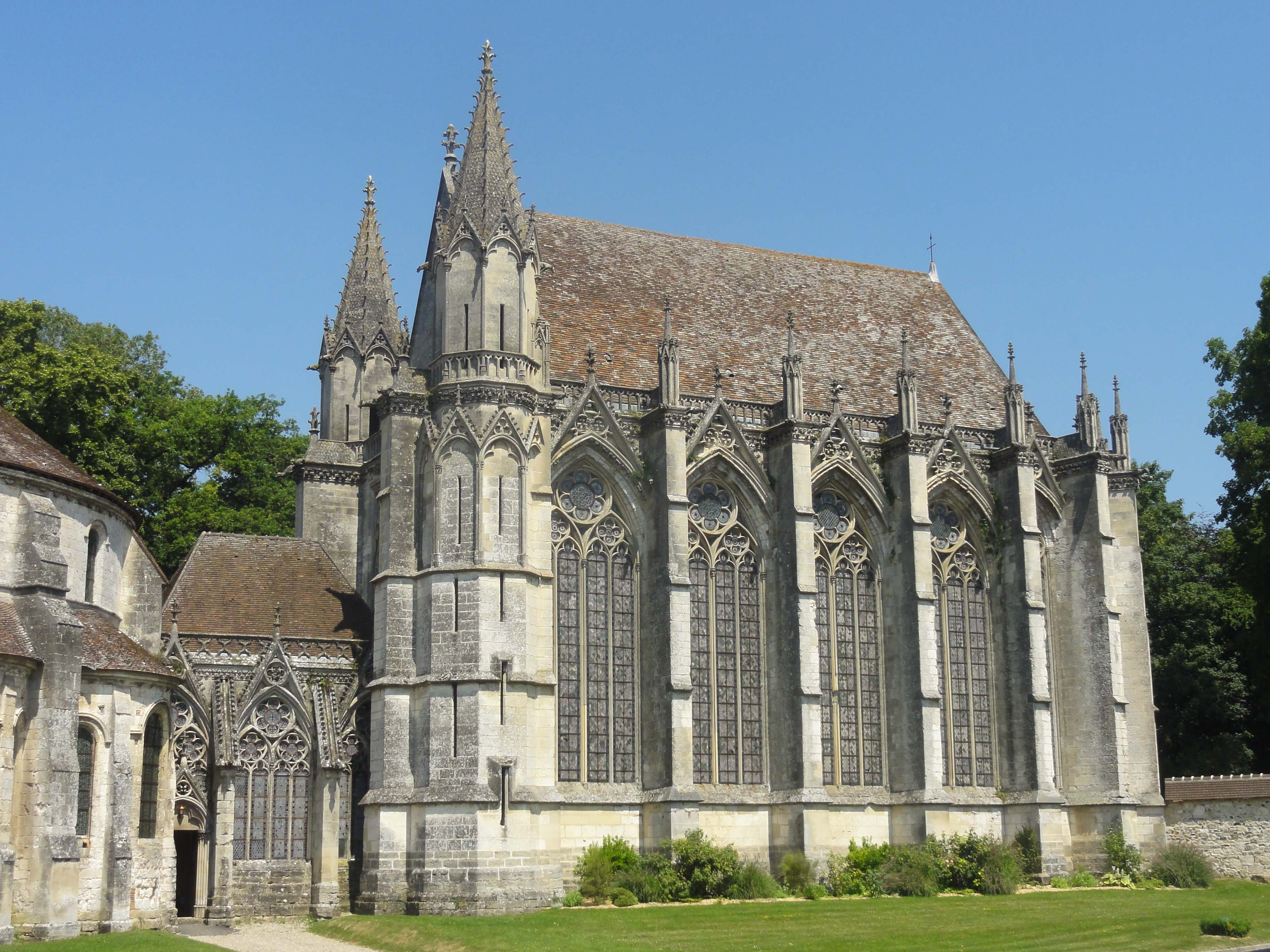
Sainte-Chapelle van Saint-Germer-de-Fly

De architectuur van de Sainte-Chapelle heeft vaak navolging gevonden, vooral bij paleiskapellen of belangrijke reliekenbewaarplaatsen. Opmerkelijke Saintes-Chapelles in Frankrijk zijn onder andere te vinden in:
- Abdij van Saint-Germer-de-Fly: gebouwd in 1259-1267 als toevoeging aan de abdijkerk, een zeer vergelijkbaar bouwwerk;
- Bourbon-l'Archambault: gesticht omstreeks 1310 door de kleinzoon van Lodewijk IX, Lodewijk I van Bourbon, om een fragment van het Ware Kruis te huisvesten;
- Vivier-en-Brie: dubbelkapel gesticht in 1358 door de toekomstige koning Karel V, terwijl hij nog dauphin was;
- Vincennes: gesticht in 1379 door Karel V in het Kasteel van Vincennes;
- Riom: Opgericht in 1382 door Jean de Berry;
- Bourges: gesticht in 1392 door hertog Jean de Berry, versierd met beeldhouwwerk en glas-in-loodramen van André Beauneveu, verwoest;
- Chambéry: gesticht omstreeks 1400;
- Châteaudun: gesticht in 1451.

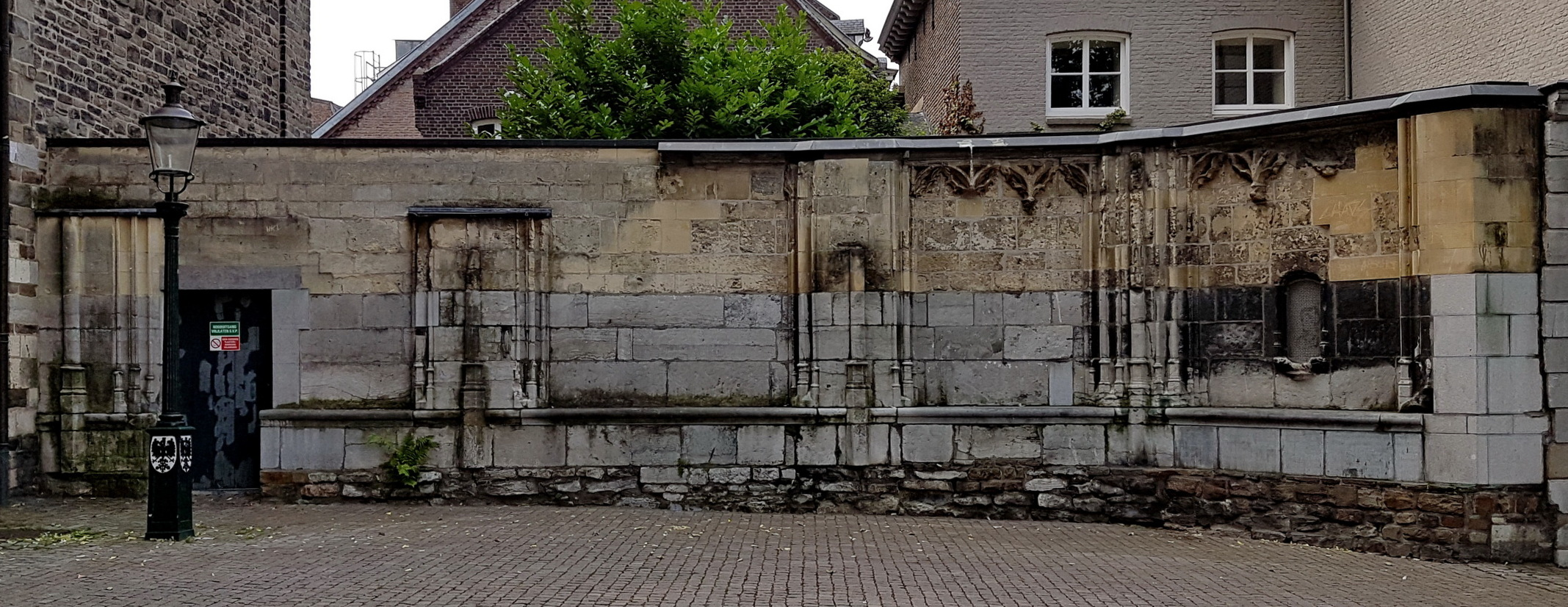
Muurrestant Koningskapel, Maastricht

Na de heiligverklaring van Lodewijk IX in 1297 groeide zijn aanzien onder de Europese geestelijkheid en aristocratie. De invloed van zijn "heilige kapel" strekt zich ook tot buiten Frankrijk uit, met navolgingen in onder andere het Kasteel Karlstein bij Praag (wandschilderingen in de benedenkapel, ca. 1360), de Hofburgkapel in Wenen (gewijd in 1449), de Sint-Bartholomeüskerk in Wrocław (ca. 1350), het koor van de Dom van Aken (ca. 1355) en de kapel van Exeter College in Oxford (1860).
In Nederland is de laatgotische Koningskapel van de Sint-Servaaskerk in Maastricht waarschijnlijk het beste voorbeeld van een door de Sainte-Chapelle geïnspireerd bouwwerk. De kapel werd in 1463 gesticht (en gefinancierd) door de Franse koning Lodewijk XI. De bewaard gebleven bouwtekening toont een bijna vrijstaande, eenbeukige kapel met grote vensters rondom. In 1804, tijdens de Franse bezetting van Maastricht, werd de kapel wegens bouwvalligheid gesloopt, op het onderste deel van de noordmuur na.